# Forlì
Forlì (AFI: /forˈli/ , Furlè in romagnolo) è un comune italiano di 117 758 abitanti, capoluogo della provincia di Forlì-Cesena insieme a Cesena, in Emilia-Romagna.
Costituito come presidio romano lungo la Via Emilia, emerse come libero comune e come roccaforte ghibellina nel medioevo, si sviluppò come centro difensivo, artistico e culturale nel rinascimento e fu sito attivo nel processo di unificazione nazionale. Conserva tracce significative sia del romanico sia del rinascimento romagnolo, oltre a molteplici esempi di razionalismo italiano; questa varietà architettonica è manifesta specialmente intorno alla centrale Piazza Aurelio Saffi, una delle più estese d'Italia. Oggi la città si distingue come polo culturale, manifatturiero, universitario e tecnologico, in particolare per la ricerca nel campo dell'aeronautica.
Fin dall'inizio del Regno d'Italia è stata capoluogo della provincia di Forlì; dopo il distacco da questa del comprensorio di Rimini, divenuto provincia nel 1992, il territorio rimanente prese la nuova denominazione di provincia di Forlì-Cesena.
È sede vescovile della diocesi di Forlì-Bertinoro.

## Geografia fisica

### Territorio
Forlì sorge nella Pianura Padana, più precisamente in Romagna, a 5 km di distanza dalle prime colline dell'Appennino forlivese e a circa 26 km dalla riviera adriatica. La periferia è bagnata dal fiume Montone che, presso il quartiere Vecchiazzano, riceve le acque del fiume Rabbi, per poi lambire le mura urbane presso Porta Schiavonia; e dal fiume Ronco che attraversa l'omonimo quartiere periferico della città.

#### Geologia
Nel bacino dei Fiumi Uniti le rocce tendono a divenire sempre più recenti procedendo da monte verso valle. Quelle più antiche di origine locale sono, infatti, rappresentate dal macigno, una potente successione di banchi arenarici con intercalazioni marnose, formatisi tra i 37 e i 18 milioni di anni fa, affiorante nel crinale appenninico. Nella montagna e nella collina domina invece la formazione marnoso-arenarica, sedimentatasi tra i 15 e i 7 milioni di anni fa. Durante l'accumulo di questa formazione, dello spessore di 5300 m, la profondità del fondo marino veniva mantenuta praticamente costante da una progressiva subsidenza.
Verso la fine del Miocene medio, cessata la subsidenza, il braccio di mare in esame tende a colmarsi, inizia al di sotto delle profondità marine il corrugamento delle rocce sedimentate e pervengono nelle aree romagnole le prime coltri alloctone. Esse prendono nome di liguridi, perché il loro nucleo principale si è formato nel dominio ligure durante il Cretaceo. Queste rocce, a causa dei successivi movimenti, sono ridotte in uno stato caotico e hanno trascinato con sé anche formazioni più recenti depositatesi su di esse durante le varie stasi del movimento. Nel Comune di Forlì solo un modesto lembo alloctono affiora attualmente sulla riva destra del fiume Ronco.
Nel Miocene superiore, circa di 5 milioni di anni fa, l'orogenesi e il concomitante abbassamento del livello marino, conseguente al disseccamento del Mediterraneo in seguito alla chiusura dello stretto di Gibilterra, hanno determinato una vasta emersione di terre. Le aree montane e collinari erano solcate da corsi d'acqua, che hanno dato origine ai depositi deltizi che si trovano a monte del Comune di Forlì al confine con quello di Predappio. Laghi e lagune occupavano le parti più depresse del territorio e, specie queste ultime, erano soggette a forti e prolungate evaporazioni, che hanno dato origine alle rocce della formazione gessoso-solfifera, tipiche ancora oggi delle zone collinari. Le terre emerse verdeggiavano di una ricca flora, ed erano popolate da cavalli, carnivori, insettivori, scimmie, uccelli e rettili, animali di cui sono pervenuti resti fossili.
All'inizio del Pliocene, ristabilitesi definitivamente le comunicazioni tra Mediterraneo e oceano Atlantico, un mare ricco di vita vegetale, il mare è tornato ad avanzare fino alle attuali aree di bassa collina e ha abbandonato sedimenti argillosi e sabbiosi a seconda dei luoghi e delle profondità. In questo periodo si è depositato anche lo spungone, pietra tipica locale, costituita da un calcare del Pliocene inferiore medio, prodotto da una scogliera sottomarina ricca di vita.
Durante il Pliocene superiore e gran parte del Pleistocene inferiore, con cui inizia circa 1,8 milioni di anni fa l'era quaternaria, continua nella bassa collina la sedimentazione dell'argille marine il cui inizio della nuova era è indicato dalla comparsa di fossili, testimoniante il raffreddamento del Mediterraneo. Successivamente la profondità del mare è progressivamente diminuita fino a dare luogo nella zona precollinare, tra 1,45 e 1,1 milioni di anni fa, alla spiaggia delle sabbie gialle, interrotta qua e là dai delta dei fiumi appenninici. Sulle terre emerse allora crescevano rigogliose vegetazioni arboree e il mare era ricco di molluschi e di altri organismi. Alla fine del Pleistocene inferiore lungo questa costa viveva l'Homo erectus, che ha lasciato numerosi reperti nella zona del Monte Poggiolo.
Alla fine del Pleistocene medio, su una superficie di erosione raccordante la pianura all'antica superficie collinare, si è venuto formando un livello di limi di origine eolica, definiti loess, attribuibile alla glaciazione rissiana, terminata circa 150 000 anni fa. L'ambiente era allora arido e piuttosto freddo, e il suolo coperto da piante erbacee e da rari alberi, grossi erbivori (elefanti, rinoceronti, bisonti) che erano preda di piccoli gruppi di cacciatori nomadi.
Durante l'ultima parte dell'era quaternaria i fenomeni erosivi hanno completato il modellamento attuale del rilievo collinare e montano, in cui dominano forme di tipo piramidale negli affioramenti della formazione marnoso-arenacea e dolci ondulazioni della collina argillosa, spesso interrotte da ripidi ventagli di vallecole dei calanchi. Contemporaneamente nella pianura si sono formate potenti coltri alluvionali in seguito al deposito di sedimenti erosivi dei rilievi e trasportati dei fiumi nelle parti depresse del territorio. Al di sotto di Forlì, il loro spessore è superiore a 200 m. Anche nelle pendici collinari montane i corsi d'acqua hanno lasciato tracce della loro attività di sedimentazione.

### Clima
Forlì ha un clima temperato caldo, stabilmente umido, con estate molto calda (classificazione Köppen-Geiger Cfa).
Il clima è influenzato dal trovarsi vicina alla costa del mare Adriatico, al margine meridionale della Pianura Padana e a ridosso del crinale appenninico, il quale, insieme ai contrafforti montani tra le valli, orientate da sud-ovest a nord-est, influenza notevolmente l'andamento dei venti al suolo.
Il mese più freddo, gennaio, ha una temperatura media di 3,1 °C, mentre quello più caldo, luglio, ha una temperatura media di 24,7 °C. La temperatura più alta registrata a Forlì è stata di 43,0 °C nell'agosto del 2017 mentre quella più bassa è di −19,0 °C registrata nel gennaio del 1985. L'escursione annua, data dalla differenza tra la temperatura media del mese più caldo e quella del mese più freddo, oscilla tra i 18 e i 23 °C
Le precipitazioni medie annue di Forlì sono all'incirca di 745 mm di pioggia, e il numero di giorni piovosi è in media di 75. Le piogge sono distribuite in modo piuttosto regolare durante l'anno, con valori massimi in novembre (79 mm) e minimi in gennaio (38 mm), febbraio e luglio (40 mm).
Il fenomeno della nebbia si presenta regolarmente ogni anno, soprattutto nei mesi invernali, o a fine autunno, manifestandosi a diversi livelli di intensità e di frequenza con prevalente accentuazione delle zone di pianura nelle depressioni morfologiche e diradandosi più a sud a partire dalle propaggini appenniniche.
A Forlì predominano i venti di nord-ovest, di est e di sud-ovest. In primavera, in estate e in autunno prevalgono venti da est, in inverno quelli da nord-ovest.
| Forlì Aeroporto (1961-1990) | Mesi   | Mesi   | Mesi   | Mesi  | Mesi   | Mesi  | Mesi  | Mesi   | Mesi  | Mesi   | Mesi   | Mesi   | Stagioni | Stagioni | Stagioni | Stagioni | Anno |
| Forlì Aeroporto (1961-1990) | Gen    | Feb    | Mar    | Apr   | Mag    | Giu   | Lug   | Ago    | Set   | Ott    | Nov    | Dic    | Inv      | Pri      | Est      | Aut      | Anno |
| --------------------------- | ------ | ------ | ------ | ----- | ------ | ----- | ----- | ------ | ----- | ------ | ------ | ------ | -------- | -------- | -------- | -------- | ---- |
| T. max. media (°C)          | 5,4    | 8,2    | 13,0   | 17,2  | 22,3   | 26,6  | 29,2  | 28,4   | 24,6  | 18,4   | 11,4   | 6,5    | 6,7      | 17,5     | 28,1     | 18,1     | 17,6 |
| T. min. media (°C)          | 0,8    | 2,7    | 6,2    | 9,5   | 13,9   | 17,7  | 20,2  | 19,9   | 16,7  | 11,9   | 6,5    | 2,0    | 1,8      | 9,9      | 19,3     | 11,7     | 10,7 |
| Precipitazioni (mm)         | 38     | 40     | 50     | 57    | 53     | 54    | 40    | 59     | 66    | 62     | 79     | 56     | 134      | 160      | 153      | 207      | 654  |
| Giorni di pioggia           | 7      | 6      | 7      | 8     | 8      | 6     | 4     | 6      | 6     | 7      | 8      | 8      | 21       | 23       | 16       | 21       | 81   |
| Vento (direzione-m/s)       | NW 2,8 | NW 2,8 | NW 3,1 | E 3,1 | SW 3,1 | E 3,0 | E 3,0 | SW 2,9 | E 2,7 | NW 2,5 | NW 2,8 | NW 2,8 | 2,8      | 3,1      | 3,0      | 2,7      | 2,9  |

## Origini del nome
Il toponimo della città è tradizionalmente riconducibile all'originario romano "Forum Livii", ovvero "Foro di Livio", dal console Gaio Livio Salinatore.
Nel Libro Biscia, una raccolta di atti prevalentemente giuridici archiviati nell’Abbazia di San Mercuriale, Forlì è indicata come “Figline qui vocatur Livia” in documenti datati 1092, 1114, 1116, appellativo derivante dall’attività dei vasai (i “figularii”), dizione poi decaduta. L'epiteto "Livia" venne altresì utilizzato per indicare una parte di città oltre il fiume Montone, sorta sui resti di un Castrum: il nome rimase affermato tra i poeti, forgiando la definizione alternativa dei forlivesi “liviensi”. Nel XIII secolo l’uso di “Forum Livii” o “Forum Livi” si contrasse in “Forlivium”. Da quando la lingua volgare iniziò a nobilitarsi, il toponimo mutò in Forlivio, Forlivo, Forlivi.
La variante attuale venne ideata da Dante Alighieri nella stesura della Divina Commedia per esigenze metriche, recuperando e declinando la dizione popolare “Furlì” (da cui deriverà il dialettale "Furlè"):
(Dante Alighieri, Inferno, Canto XXVI)
Inoltre:
(Dante Alighieri, Purgatorio, Canto XXIV)
La denominazione venne successivamente adottata e consolidata dagli storici e cronisti Giovanni di Mastro Pedrino, Andrea Bernardi e Sebastiano Menzocchi.

## Storia

### Origini ed epoca antica

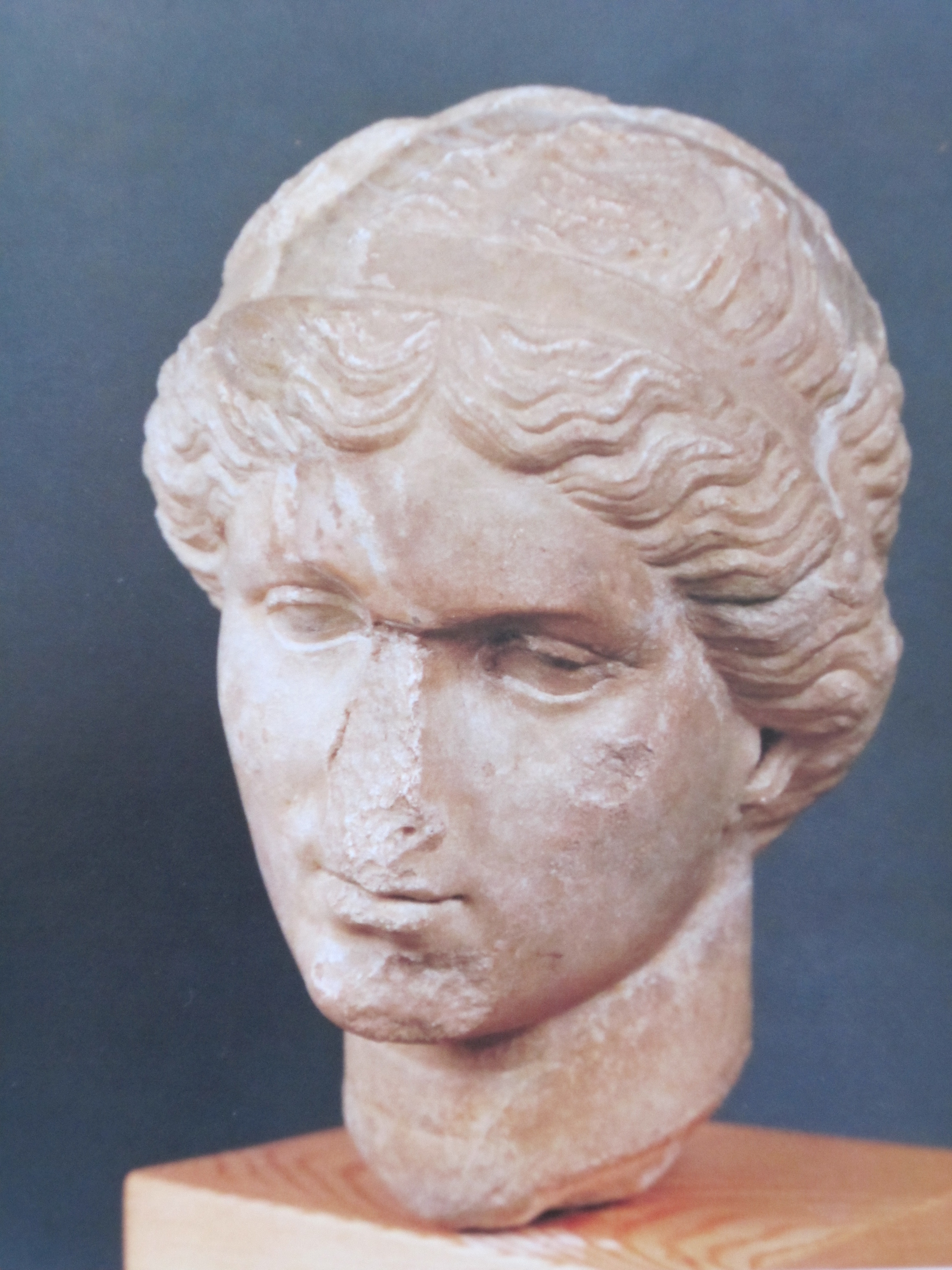
La Venere di Schiavonia, dal nome del rione cittadino presso il quale fu rinvenuta. È il reperto più prezioso di età romana rinvenuto in città.

La località dove Forlì sorge fu abitata sin dal Paleolitico, come dimostrano i ritrovamenti di Monte Poggiolo, con numerosi reperti datati a circa 800 000 anni fa. Nel 2010, durante i lavori per la costruzione del nuovo carcere cittadino, è stata trovata una grande necropoli preistorica risalente a 4 000 anni fa, il che dimostra che l'area era già stabilmente abitata a tale epoca.
La città in effetti è sorta su un antico insediamento commerciale, sito sulla linea di confine che separava il territorio controllato dai Lingoni da quello dei Senoni e chiamato dagli Etruschi Ficline (Figline), cioè terra di vasai (ma anche di produzione laterizia), per le ceramiche che vi venivano prodotte e che saranno famose anche nei secoli XIV-XVI.
Il nome attuale è di origine romana, Forum Livii: il castrum fu probabilmente fondato nel 188 a.C., secondo la tradizione, da Gaio Livio Salinatore, figlio del console Marco Livio Salinatore che, nel 207 a.C., sconfisse l'esercito cartaginese guidato da Asdrubale nella battaglia del Metauro. La città, dunque, ha celebrato nel 2012 i 22 secoli di storia. Della città romana rimangono pochi resti, specialmente sotterranei (ponti, strade lastricate, fondazioni). Il forum doveva essere all'altezza dell'attuale piazza Melozzo, mentre è probabile l'esistenza di un castrum nella zona dei Romiti, sulla via per Faenza. Il castrum chiamato Livia e il forum detto Livii rifondarono l'etrusca Ficline, dando luogo a Forlì. Un importante pagus, risalente agli anni in cui era Imperatore Costanzo II, è stato rinvenuto nei pressi della località Pieve Acquedotto, dove transitava l'acquedotto di Traiano.
Uno scavo condotto nel 2003-2004, in via Curte, ha messo in luce importanti resti di epoca romana: si tratta di una sequenza abitativa che va dall'età repubblicana all'età tardo antica. Il che ha permesso di capire come poteva essere la vita nell'antica Forum Livii.

### Medioevo

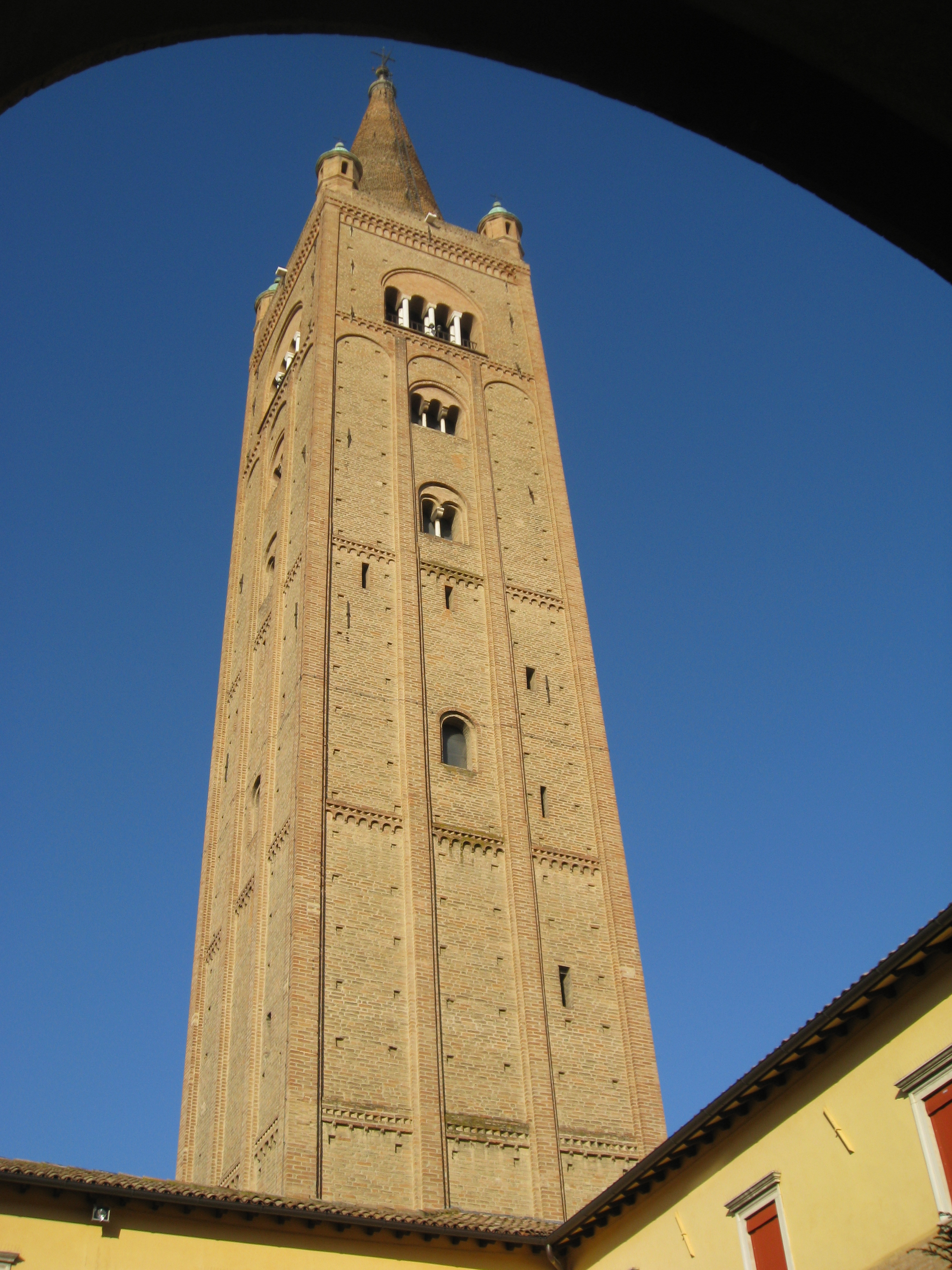
Abbazia di San Mercuriale di Forlì

Caduto l'Impero romano d'Occidente, dopo il breve dominio di Odoacre, Forlì fece parte del regno degli Ostrogoti, poi dell'impero di Bisanzio. Rimase bizantina ai tempi dell'invasione longobarda, nel VI secolo, poi fece parte delle donazioni di Pipino il Breve alla Chiesa.
Nata, per motivi di difesa, su un'isola alla confluenza di due fiumi, Forlì fu però lungamente travagliata dalle inondazioni, così, intorno al 1050, venne risistemato l'impianto dei corsi d'acqua con vari lavori di ingegneria che allontanarono dal centro abitato il rischio di nuovi allagamenti.
La città fu protagonista delle vicende del territorio romagnolo durante il Medioevo: il complesso  stemma (archiviato dall'url originale il 1º giugno 2005) allude a diversi momenti della sua storia: la città ebbe dai Romani lo scudo vermiglio, su cui poi fu posta, in ricordo della partecipazione dei forlivesi alla Prima Crociata, una croce bianca; un secondo scudo, bianco, attraversato dalla scritta LIBERTAS, testimonia dei periodi in cui la città si erse a repubblica (la prima volta nell'889, l'ultima nel 1405): i colori della città, pertanto, sono il bianco e il rosso; l'aquila sveva in campo d'oro fu invece concessa da Federico II, per l'aiuto datogli nella presa di Faenza (1241), essendosi Forlì schierata dalla parte dei ghibellini. Queste benemerenze consentirono ai forlivesi di intercedere poi a favore dei faentini e di convincere Federico a risparmiare la città di Faenza, che egli intendeva invece distruggere.
L'Imperatore elargì alla città di Forlì, nell'occasione, anche un'ampia autonomia comunale, compreso il diritto di battere moneta.
Il passaggio dal libero comune alla signoria fu piuttosto tormentato: emersero, fra gli altri, i tentativi di Simone Mastaguerra, Maghinardo Pagani e Uguccione della Faggiola, ma il successo nel dominio cittadino arrise alla dinastia della famiglia Ordelaffi, che resse, sia pure con qualche interruzione, la città dalla fine del XIII fino all'inizio del XVI.
Nel 1353, papa Innocenzo VI dalla cattività avignonese incaricò un suo Vicario, il cardinale Egidio Albornoz, di riappropriarsi delle Romagne che vennero messe a ferro e fuoco. Nel 1355, per sconfiggere definitivamente la resistenza ghibellina guidata dagli Ordelaffi, Innocenzo VI lanciò la crociata contro i Forlivesi capitanata da Luigi I d'Ungheria. La crociata si concluse nel 1359 con un accordo tra gli Ordelaffi e il papa, che rimise la Romagna sotto la potestà dello Stato Pontificio.
La Forlì medioevale vide anche la presenza di una fiorente comunità di ebrei: si ha notizia dell'esistenza d'una scuola ebraica in città fin dal XIII secolo, mentre il più antico esempio italiano di immagine araldica ebraica (1383) proviene da Forlì; inoltre, uno statuto civico forlivese del 1359 ci testimonia la stabilità della presenza degli ebrei e dei loro banchi. Ad esempio, è noto il fatto che, nel 1373, Bonaventura Consiglio e socio prestarono 8 000 ducati ad Amedeo VI di Savoia, avendone come garanzia la corona e altri valori. Va poi notato che, nel Medioevo, gli ebrei a Forlì potevano possedere terreni e fabbricati. Con il Cinquecento, però, la possibilità si restrinse ai soli fabbricati, anche a causa del passaggio della città al dominio diretto dello Stato della Chiesa.
Agli anni 1390 e 1393 risalgono due libri di preghiera ebraici, illustrati, provenienti rispettivamente da Bertinoro e da Forlì, conservati attualmente in Gran Bretagna.
Da ricordare è anche il fatto che a Forlì operò e morì il rabbino Hillel da Verona, che con i suoi scritti poté influenzare anche l'immaginario di Dante, ospite in città poco dopo la sua scomparsa.
Forlì fu, dunque, un importante centro di affari e di vita culturale ebraica.
Da segnalare, a tal proposito, l'importante congresso dei delegati delle comunità ebraiche di Padova, di Ferrara, di Bologna, delle città della Romagna e della Toscana, nonché di Roma, che fu convocato a Forlì il 18 maggio 1418: vi si presero decisioni sul comportamento (etico e sociale) che gli ebrei avrebbero dovuto tenere e si inviò una delegazione al papa Martino V per la conferma degli antichi privilegi e la concessione di nuovi.
Nel Medioevo prende avvio anche quella che sarebbe diventata un'importante tradizione nel campo della medicina. In effetti, Forlì, come tutta la Romagna altomedioevale mantiene vive le conoscenze della cultura classica, in particolare in campo medico, in quanto terra bizantina. Così che gli stessi Carolingi «hanno potuto beneficiare delle conoscenze mediche presenti nell'esarcato di Ravenna». Nei secoli successivi, poi, troveremo medici forlivesi di grande rilievo, come ad esempio Iacopo della Torre, più noto come Iacopo da Forlì.
L'11 aprile del 1425 Alberico (o Alberigo) da Barbiano apre la prima scuola laica in Forlì: primo studente è Cristiano, il figlio del pittore e storico Giovanni di Mastro Pedrino.

### Età moderna

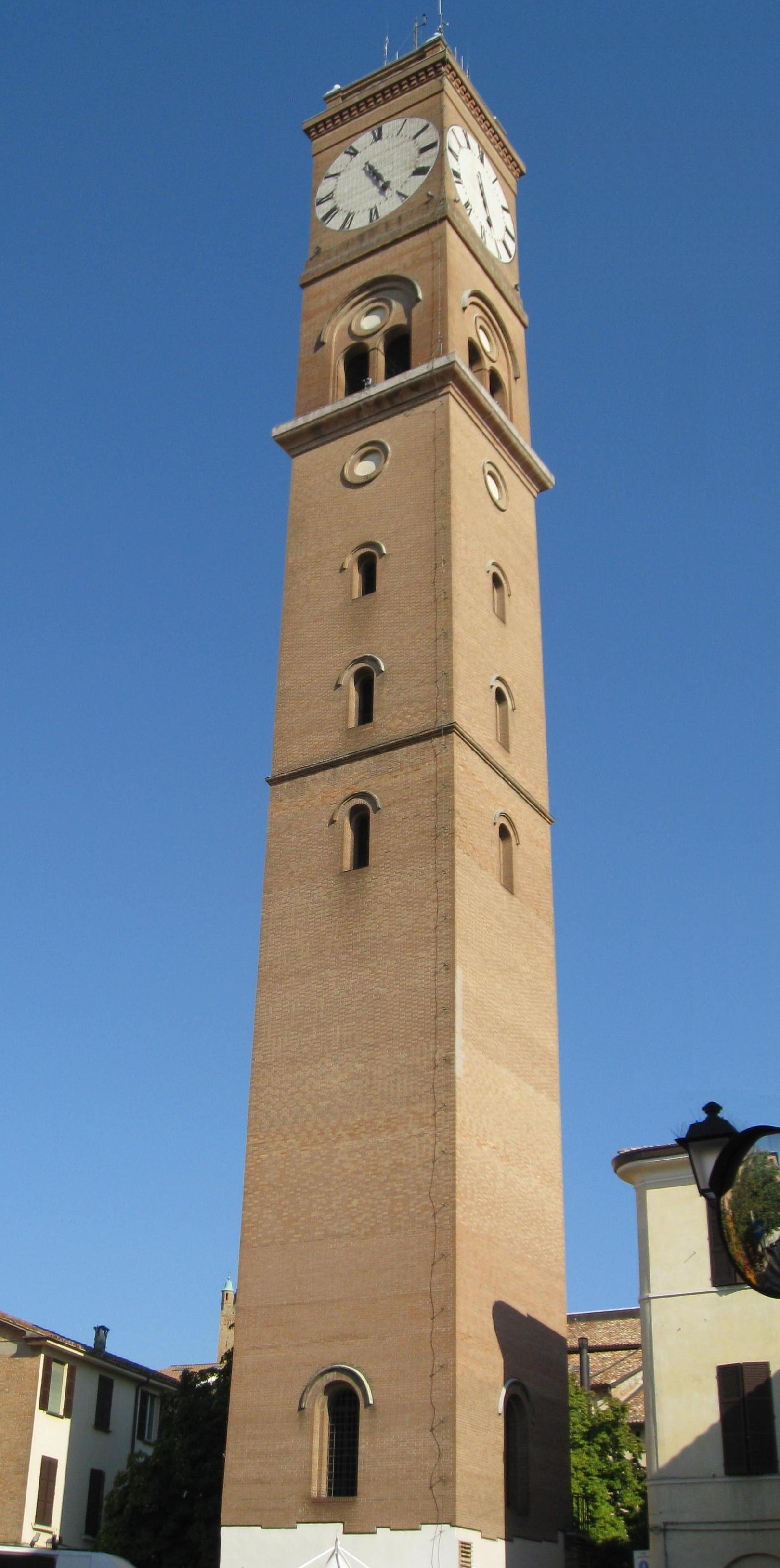
La Torre civica di Forlì

Il Quattrocento si chiuse, per Forlì, con un'importante novità culturale: nel 1495, infatti, aprì in città la casa editrice, a stampa, di Paolo Guarini e Giovanni Giacomo Benedetti.
Durante il Rinascimento Forlì vantò molteplici intrecci con la storia nazionale italiana: sua signora fu Caterina Sforza, che, vedova di Girolamo Riario (nipote di papa Sisto IV), sposò, nel 1497, Giovanni de' Medici (detto "il Popolano"), matrimonio dal quale nacque, l'anno successivo, Ludovico (poi Giovanni) detto Giovanni delle Bande Nere, il famoso capitano di ventura, padre di quel Cosimo I de' Medici che sarà il primo Granduca di Toscana. Caterina, nonostante un'eroica resistenza nella rocca di Ravaldino, in Forlì, fu sconfitta da Cesare Borgia nel piano di espansione dei possedimenti papali in Romagna.
Dopo un effimero tentativo di ritorno degli Ordelaffi, il papa Giulio II, di passaggio a Forlì nel 1506, riuscì a imporre, almeno provvisoriamente, la pace tra i guelfi e i ghibellini.
Il governo papale garantì alla città e ai suoi abitanti un periodo di tranquilla vita civile, soprattutto dopo l'istituzione della magistratura dei Novanta Pacifici, voluta, nel 1540, da Giovanni Guidiccioni. A questo proposito, Adamo Pasini scrive: «Qualunque sia il giudizio che si vuol dare del governo che in quel secolo venne a consolidarsi, sta di fatto che il Cinquecento segna il sorgere della nostra aristocrazia, della nostra edilizia, della nostra letteratura. Dire che sono morti per la storia i tre secoli XVI, XVII e XVIII, per dedicare dei volumi ai secoli XIII - XIV - XV, significa dare troppa importanza alla guerra civile e poca o nessuna importanza all'economia, allo studio, al lavoro».
A riprova di quanto dice Pasini, nel 1522 nacque a Forlì un apposito Collegio che laureava alla carica di notaio.

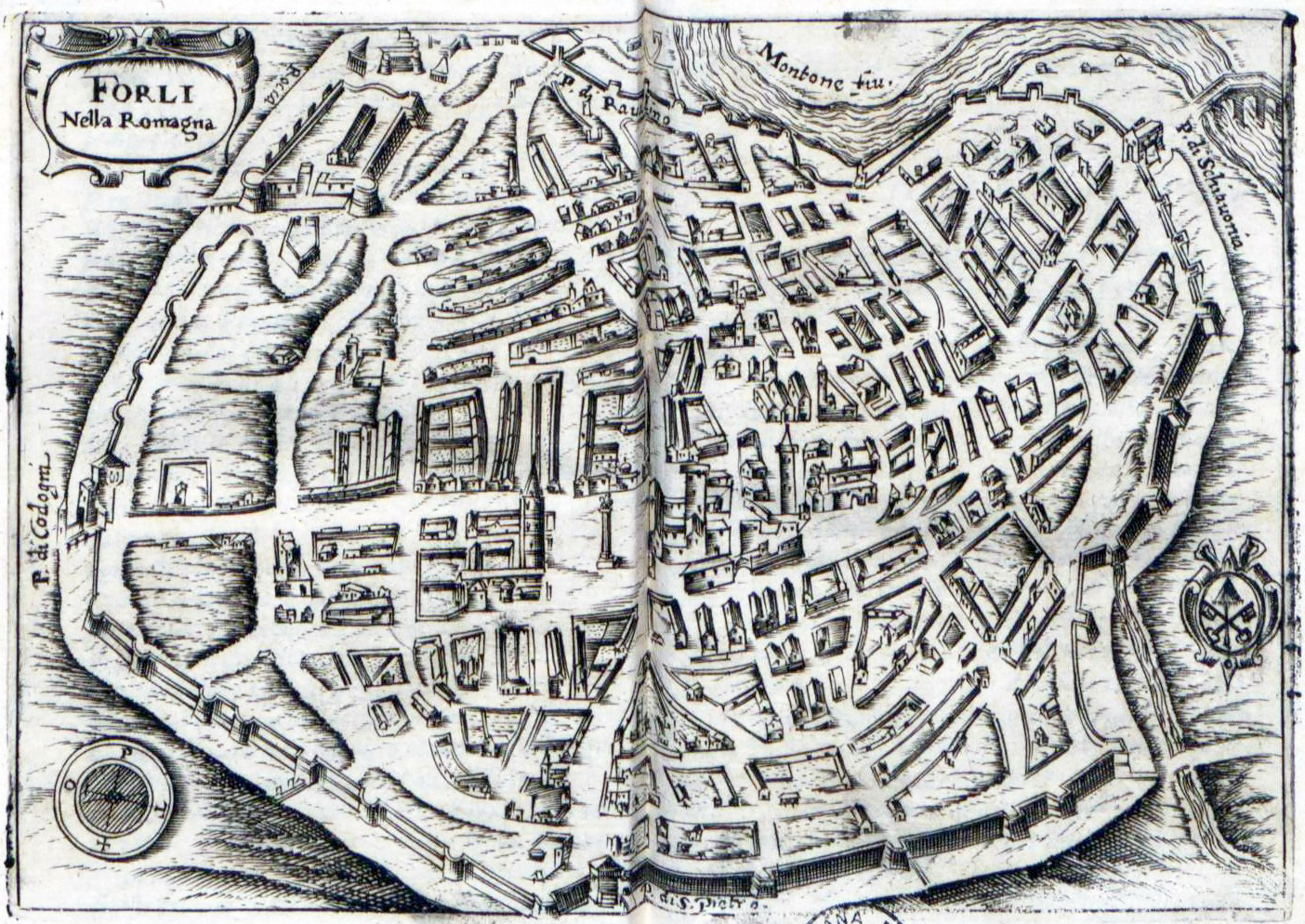
Forlì nellItinerario di Franz Schott, 1649

Sono da ricordare i vescovi Pietro Giovanni Aliotti (1551-1563) e Antonio Giannotti (1563-1578), la cui incisiva azione portò la città a essere «citata come esempio di ortodossia e di zelo religioso» e influenzò la stessa scuola artistica forlivese, ponendola in sostanziale anticipo perfino sull'evoluzione della scuola romana.
Nel 1630, la città sfuggì alla peste, che pure aveva devastato il resto d'Italia e la Romagna. La popolazione ne attribuì il merito a un intervento miracoloso della Madonna del Fuoco, in onore della quale venne innalzata una colonna celebrativa nel Campo dell'Abate (oggi piazza Saffi).
Dal punto di vista generale, pur tra varie vicissitudini, come il saccheggio operato dagli austriaci nel 1708, la situazione politica rimase sostanzialmente immutata fino all'Unità d'Italia, eccetto che per un breve periodo di indipendenza politica dallo Stato Pontificio attorno al 1797, quando Forlì divenne capoluogo del dipartimento del Rubicone nella nuova divisione amministrativa dettata dalle truppe di Napoleone al seguace Regno d'Italia. Tra le leggi imposte dal nuovo codice civile napoleonico c'era la possibilità di divorzio e un cittadino di Forlì ne fece richiesta (prima causa di divorzio a oltre 150 anni dalla legge attuale).
Inoltre, i funzionari napoleonici si occuparono di indagare gli usi e costumi delle popolazioni sottomesse, producendo una notevole mole di dati sulle tradizioni popolari di questa parte di Romagna. Un forlivese riuscì a recuperare parte di quelle indagini (per la verità in gran parte provenienti da Sarsina, ma in uso anche a Forlì) e ne pubblicò un testo che è uno dei primi lavori sulle tradizioni romagnole, poi seguito dall'opera del Pergoli verso la fine dell'Ottocento, che si occupò della raccolta di canti anche a Forlì e a San Martino in strada (frazione di Forlì).
Nella prima metà del XIX secolo, la legazione pontificia di Forlì, affidata a un Cardinale legato, comprendeva anche le città di Cesena e Rimini.
Nel gennaio 1832 la città viene saccheggiata e 21 suoi cittadini uccisi durante le stragi di Cesena e Forlì per opera delle truppe pontificie durante la repressione finale dei moti romagnoli.
È da ricordare, durante la Repubblica Romana del 1849, l'iniziativa dei banchetti patriottici, che si tennero, a suo sostegno, a Forlì, e fu l'unico caso in tutta Italia: si trattò di pubblici banchetti patriottici, che videro una massiccia partecipazione di pubblico pagante.
Dal punto di vista culturale, il Rinascimento vede nascere e fiorire, con Melozzo e Marco Palmezzano, la scuola forlivese d'arte, portata avanti poi da autori come Francesco Menzocchi e Livio Agresti nel XVI secolo, e dai loro epigoni dei secoli successivi. Si segnalano anche importanti produzioni di maioliche e ceramiche: da ricordare almeno il nome di Leucadio Solombrini, che il re Francesco I di Francia volle invitare ad aprire una bottega presso la sua corte di Amboise.
Prosegue anche l'illustre tradizione medica forlivese, con personaggi come Girolamo Mercuriale e Giovanni Battista Morgagni.

#### Unità di misura precedenti il sistema decimale
Prima dell'introduzione del sistema metrico decimale (1861), erano in adozione altre unità di misura. A Forlì, le principali erano:
- per la lunghezza: la pertica (pëdga), suddivisa in 10 piedi, equivalente a 4,88 m; il braccio da tela (braz), 0,74 m; il braccio da panno, 0,62 m; il piede (pè), suddiviso in 10 once, equivalente circa a 0,49 m;
- per la superficie: la tornatura (tarnadura), suddivisa in 100 pertiche quadre, equivalente a 2383 m²; la pertica quadra, suddivisa in 100 piedi quadri, equivalente a 23,83 m²;
- per il volume: il piede cubo, suddiviso in 1 000 once cube, equivalente a 0,116 metri cubi;
- per la capacità di contenitori per grani e aridi: il sacco (sac da dó stëra), suddiviso in due staia, equivalente a 144,32 L; lo staio (stër), suddiviso in due 2 mezzini, equivalente a 72,16 L; il mezzino, suddiviso in due quarti, o quartini, equivalente a 36,08 L; il quarto, o quartino, (cvartaröla), suddiviso in 4 provende, equivalente a 18,04 L; la provenda, equivalente a 4,51 L;
- per il peso: la libbra (livra), suddivisa in 12 once, equivalente a 0,329 kg; l'oncia (ônza), suddivisa in 8 ottave, equivalente a 0,024 kg

### Età contemporanea

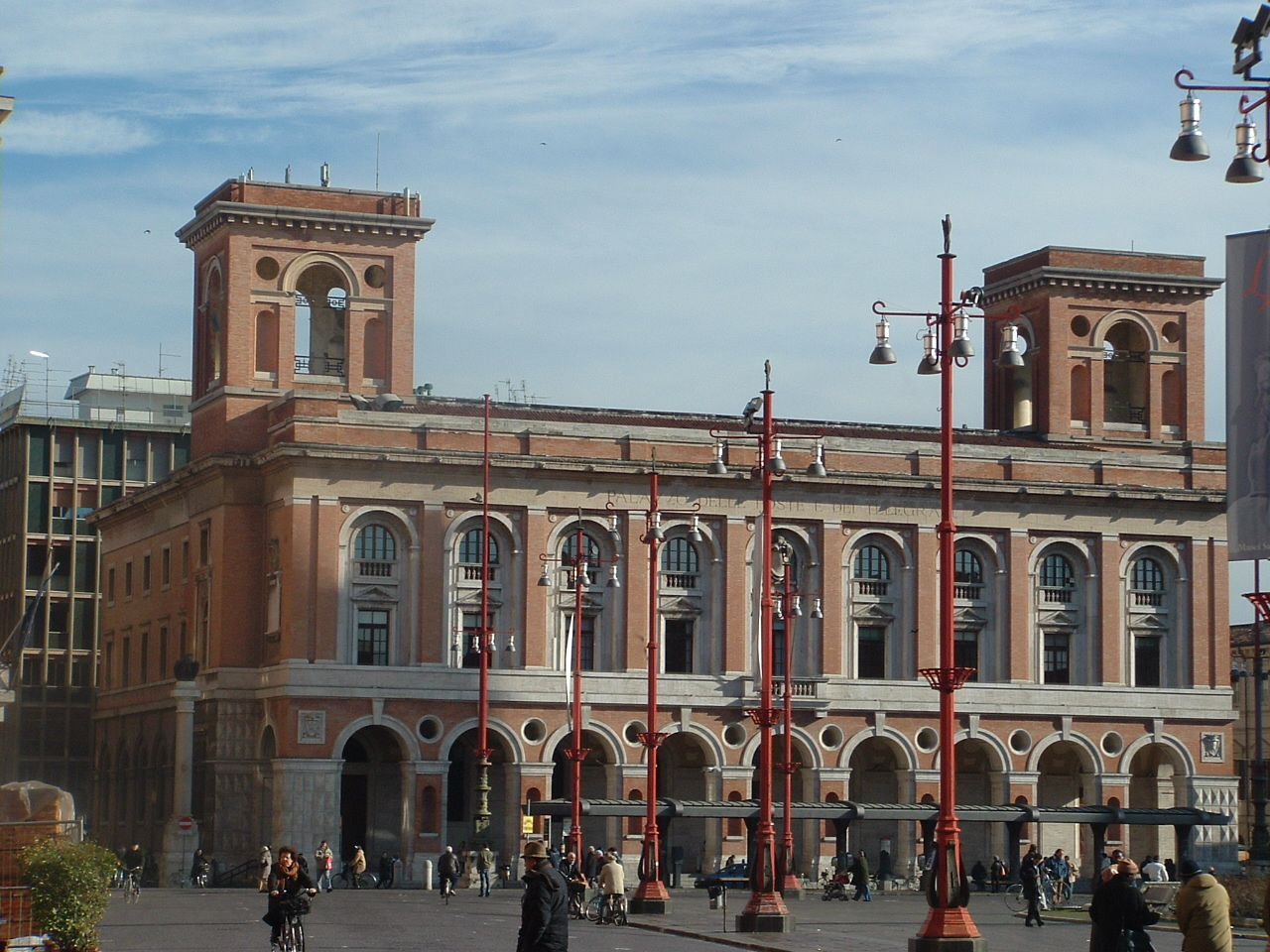
Palazzo delle Poste di Forlì

Nella seconda metà del XIX secolo Forlì diventa un centro notevole rispetto alle altre realtà urbane limitrofe, la cui prosperità deriva dall'agricoltura - molto diffuso il tipico contratto di mezzadria - e dal commercio del sale tramite la via diretta verso Cervia e le sue saline, nonché dal suo posizionamento sulla strategica via Emilia, a metà strada fra Bologna e Rimini. La città, però, conosce anche i primi fenomeni di industrializzazione: la fabbrica di biliardi; la birreria di Gaetano Pasqui; le fornaci della prima metà del XIX secolo; la Becchi, per la realizzazione di stufe in cotto divenute poi celebri; la Società Anonima Bonavita per la produzione del feltro; le importanti Officine Forlanini. Dal punto di vista culturale, Forlì è una città attiva, con presenza di alcune testate giornalistiche.
Non mancarono personalità di spicco durante il Risorgimento: Aurelio Saffi, repubblicano mazziniano e Piero Maroncelli, amico di Silvio Pellico e imprigionato come lui per il suo ideale di un'Italia unita e libera da dominazioni straniere o religiose.
A riprova della modernizzazione in atto, il 21 maggio 1915 (appena prima dell'ingresso dell'Italia nella prima guerra mondiale), nel luogo dove ora insiste il polo universitario, entrò ufficialmente in funzione il nuovo ospedale cittadino, intitolato a Giovanni Battista Morgagni.

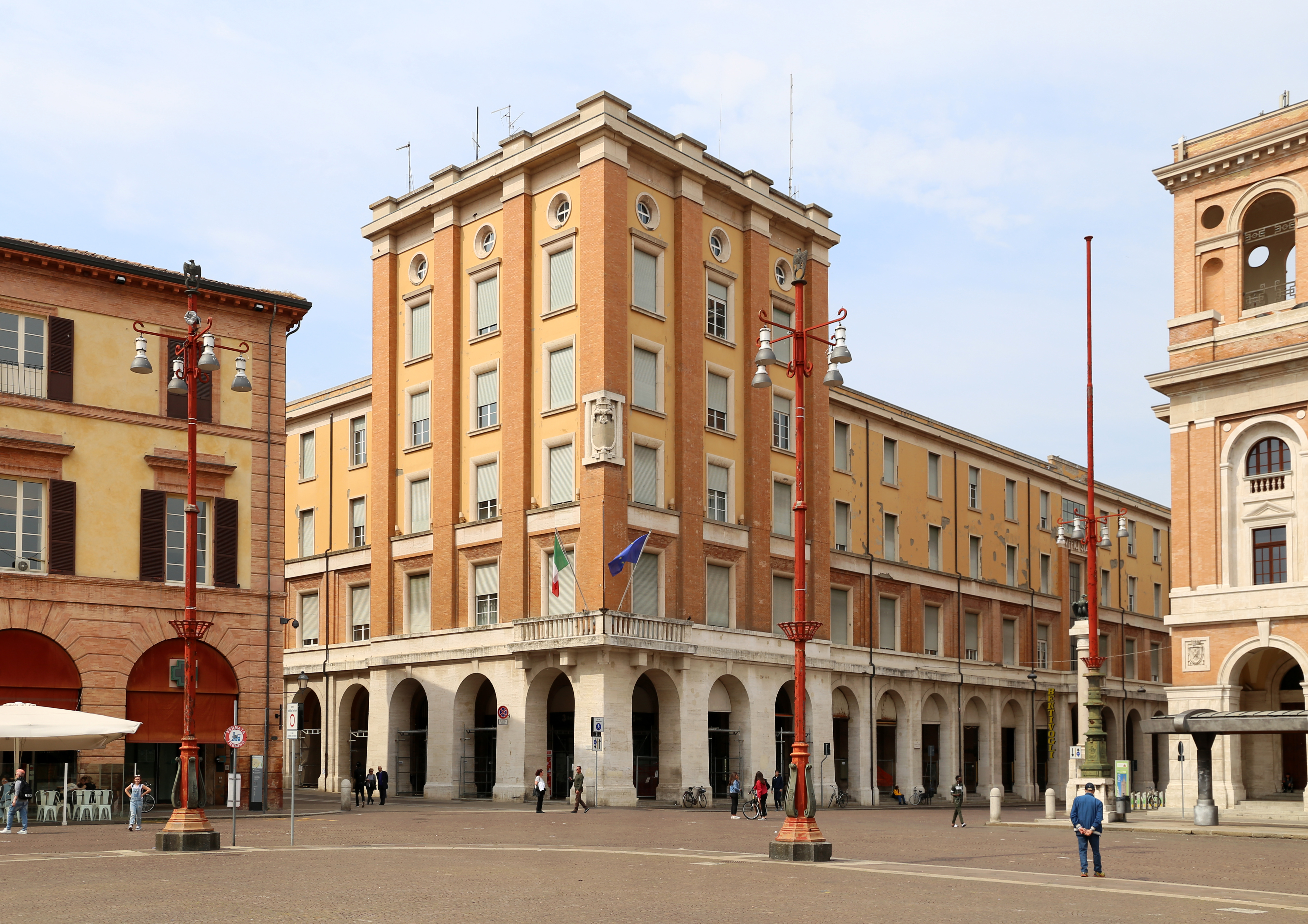
Il palazzo degli uffici statali realizzato negli anni 1930

La città piange i suoi martiri della Grande Guerra e nel primo dopoguerra dimostra una notevole vivacità intellettuale, ad esempio con l'inaugurazione del Cenacolo Artistico Forlivese (1920). Ma è con l'ascesa del fascismo e la seconda guerra mondiale che Forlì torna a far molto parlare di sé. A 15 km dalla città, a Predappio, nasce Benito Mussolini: quando egli diviene prima presidente del consiglio, poi Duce, inevitabilmente Forlì gode di una certa fama di ritorno, cominciando a essere presentata nella propaganda ufficiale come "la città del Duce". Questo ha comportato conseguenze negative negli anni del dopoguerra, quando si poté assistere, a mo' di contrappasso, a quella che uno storico ha definita un'implicita conventio ad tacendum: tutte le volte che non fosse proprio inevitabile citarla, Forlì non doveva essere nemmeno menzionata. Per esprimere il particolare stato d'animo presente a Forlì nei decenni successivi alla guerra, Giorgio Bocca parla di complesso del Duce.

### Ventennio fascista
Durante il regime, comunque, Forlì si sviluppò oltre il suo ambito territoriale ed economico tradizionale: gli architetti del regime si sbizzarrirono nel progettare nuovi edifici corrispondenti al gusto del momento, come ad esempio la nuova stazione ferroviaria, il Palazzo delle Poste, la nuova sede dell'Istituto Tecnico Industriale "Marconi", il collegio aeronautico e il Palazzo degli Uffici Statali (la cui architettura ricorda una "B", come Benito) nella centrale piazza Saffi, viale Benito Mussolini (ora viale della Libertà), lungo il quale sorse l'Istituto Tecnico Industriale Statale, con la pianta a forma di enorme "M" (come Mussolini). Tutto questo fervore edilizio qualifica Forlì, secondo Ulisse Tramonti (dell'Università di Firenze), come "vetrina nazionale dell'architettura razionalista".
Crebbero poi le industrie locali (Forlanini, Mangelli); nel 1936 venne inaugurato l'aeroporto "Luigi Ridolfi", allora il più grande aeroporto militare d'Italia, scalo che, nel dopoguerra, fu a lungo polo di traffici commerciali con i Paesi dell'Europa comunista.
La città pagò il suo conto di vite umane alla guerra, sopportando inoltre la perdita di inestimabili tesori artistici, come la chiesa di San Biagio o il teatro comunale; anche la Torre civica fu bombardata, per poi venire ricostruita in seguito. Il campanile della Basilica di San Mercuriale venne invece risparmiato dai tedeschi in ritirata, le voci del popolo indicano per intercessione e supplica del parroco don Giuseppe Prati detto, amabilmente, don Pippo. Certa è l'opera del vescovo di allora della città, monsignor Giuseppe Rolla, che sicuramente pagò un prezzo molto consistente in termini di vettovaglie e bestiame per l'esercito tedesco in ritirata. Tra i momenti tragici della guerra, va anche ricordato l'eccidio di Forlì, nel quale, presso l'aeroporto cittadino, furono uccise 42 persone, nel settembre del 1944, l'eccidio di San Tomè e l'eccidio di Branzolino.

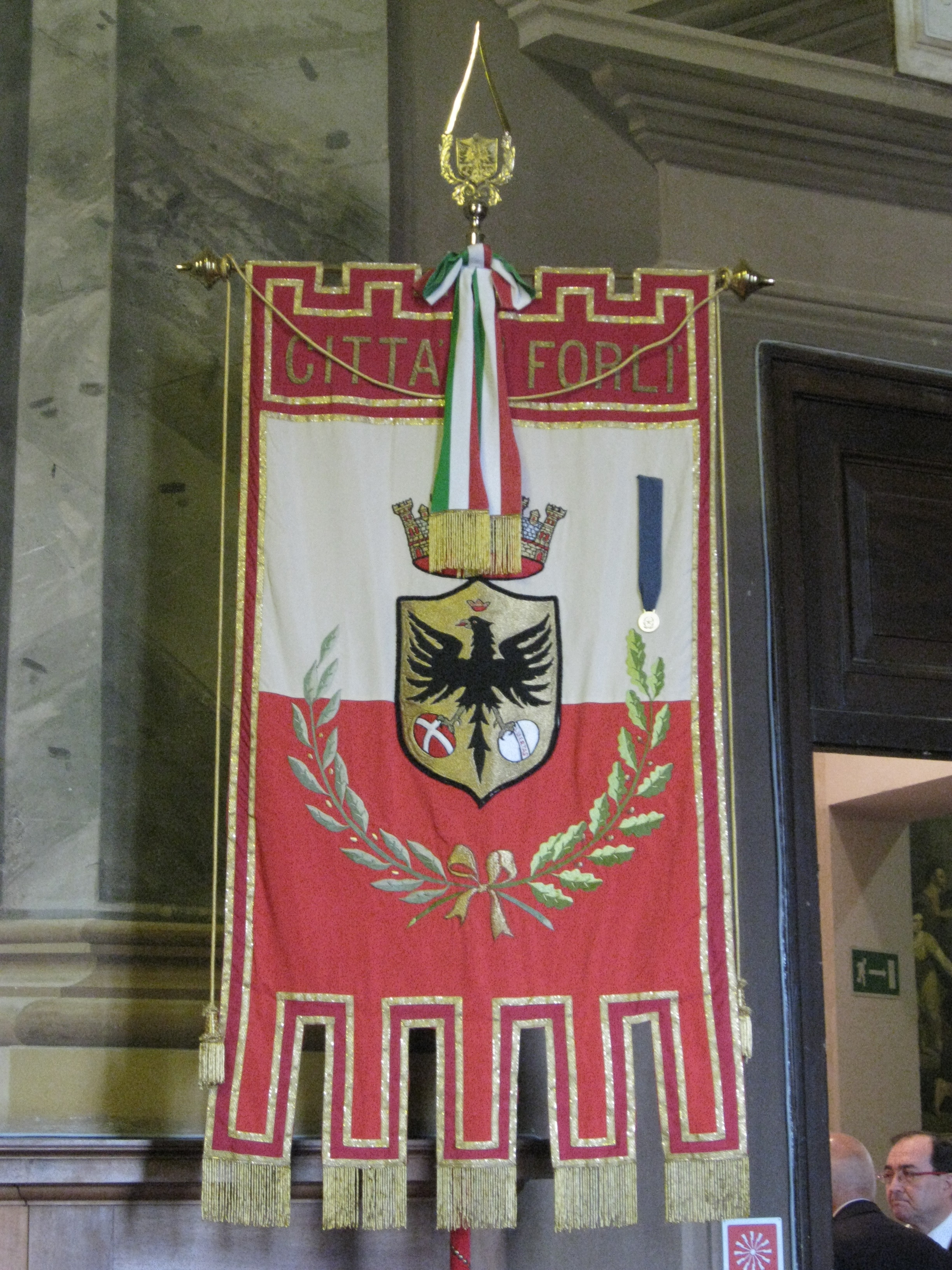
Gonfalone comunale con appuntata la Medaglia d'Argento al Valor Militare

Forlì venne liberata relativamente presto, rispetto alle altre zone del Nord Italia: il 9 novembre 1944, dopo un'accanita battaglia per il valore simbolico che Forlì aveva in quanto "città del Duce", tanto che Hitler aveva ordinato di non cederla facilmente, le truppe alleate britanniche e indiane entravano in città, provenienti da Cesena, con l'appoggio delle brigate partigiane. Proprio in quanto città-simbolo, i britannici vollero riservare a sé l'onore di entrare a Forlì, precedendo sia gli stessi partigiani sia i polacchi di Władysław Anders, che già avevano preso Predappio. Ancora oggi è presente e visitabile, quasi di fronte al Cimitero monumentale, il ben curato Cimitero degli Indiani, a ricordo di quanti di loro persero la vita in questa occasione.

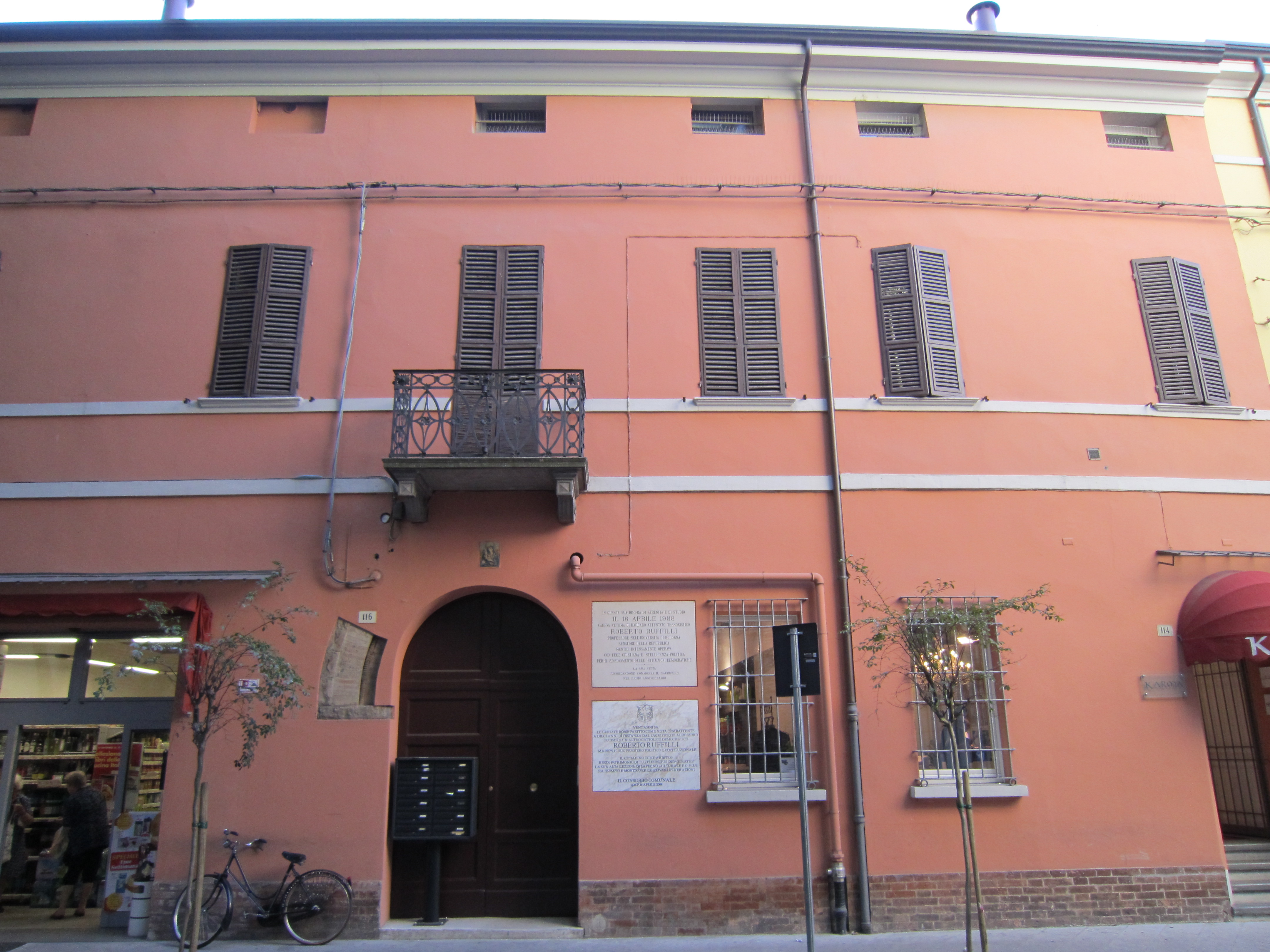
Casa di Roberto Ruffilli

A un mese dalla liberazione, il 10 dicembre del 1944, Forlì fu sconvolta da un bombardamento dell'aviazione tedesca, che sperimentava per la prima volta l'effetto su un centro abitato di un nuovo tipo di bomba, la Grossladungsbombe SB 1000, con sviluppo esplosivo orizzontale anziché "a imbuto" (e con la relativa mancanza del cratere). A questo bombardamento si deve, oltre a numerosi morti, la perdita della Chiesa di San Biagio.
Primo sindaco della Forlì liberata fu Franco Agosto, cui oggi è dedicato il Parco Urbano, polmone verde sull'ansa che il fiume Montone forma nei pressi di Porta Ravaldino.
Nel dopoguerra la città si è stabilizzata nelle sue attività tradizionali legate al settore agricolo e artigianale, sviluppando una dinamica realtà di piccole imprese artigianali o cooperative.
Forlì fu anche teatro di un omicidio targato Brigate Rosse. Il 16 aprile 1988 (a dieci anni dall'assassinio di Aldo Moro, e proprio pochi giorni dopo la nascita del nuovo governo presieduto da De Mita, che Ruffilli aveva contribuito a creare), assassinarono il senatore Roberto Ruffilli nella sua casa di corso Diaz, nel rione Ravaldino.

### Simboli
Lo stemma, riconosciuto con decreto del 15 maggio 1931, ha la seguente blasonatura:
Il gonfalone comunale, con al centro lo stemma cittadino, è diviso in due metà: la superiore bianca, l'inferiore rossa.
Secondo la tradizione il segno zodiacale di Forlì è il Capricorno.

### Onorificenze
Titolo poi confermato con regio decreto 15 maggio 1931.
Forlì è tra le città decorate al valor militare per la guerra di liberazione, insignita della Medaglia d'argento al valor militare per i sacrifici e il coraggio delle sue popolazioni e per l'attività nella lotta partigiana durante la seconda guerra mondiale:

## Monumenti e luoghi d'interesse

### Architetture religiose

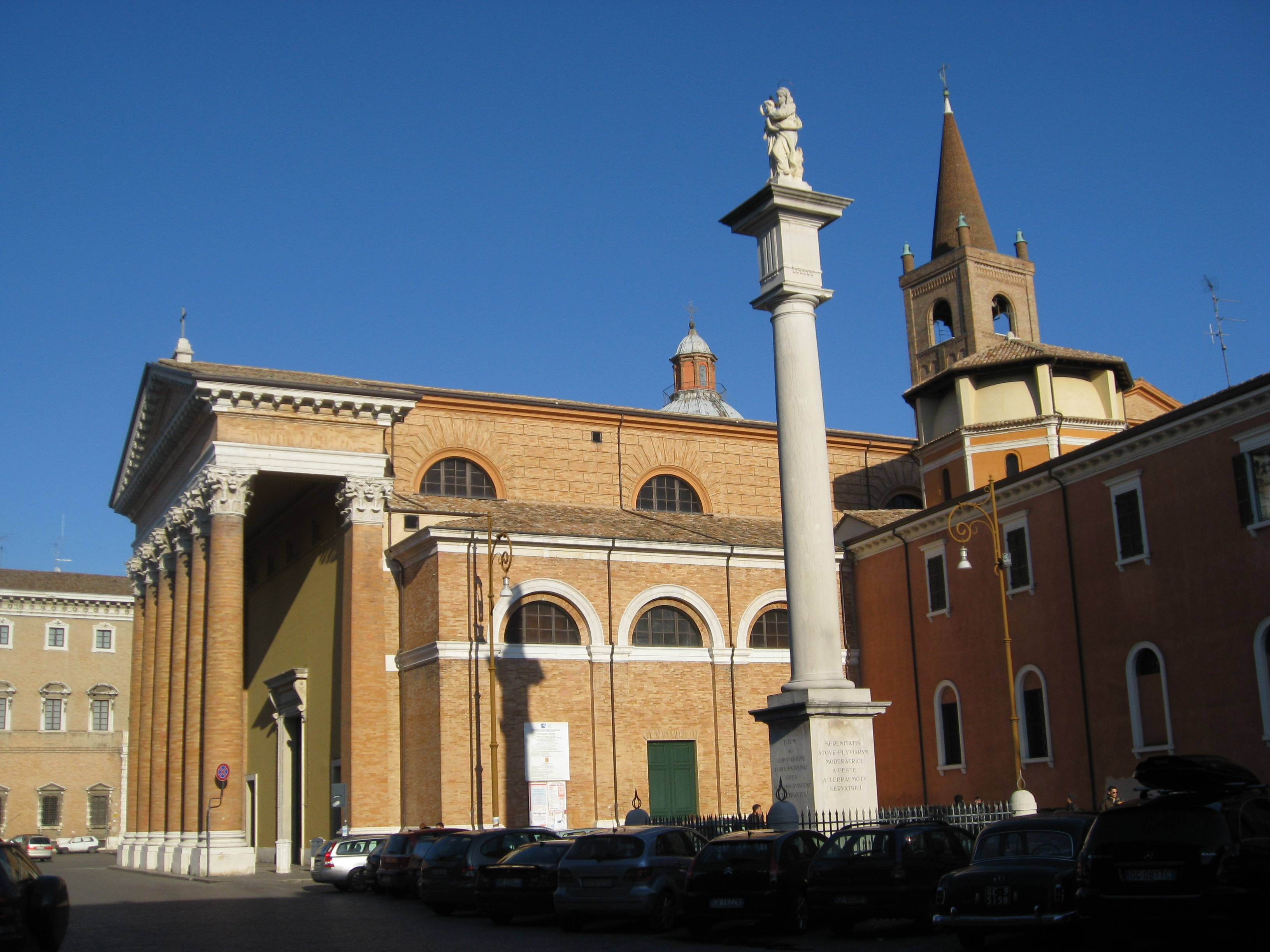
Cattedrale di Santa Croce

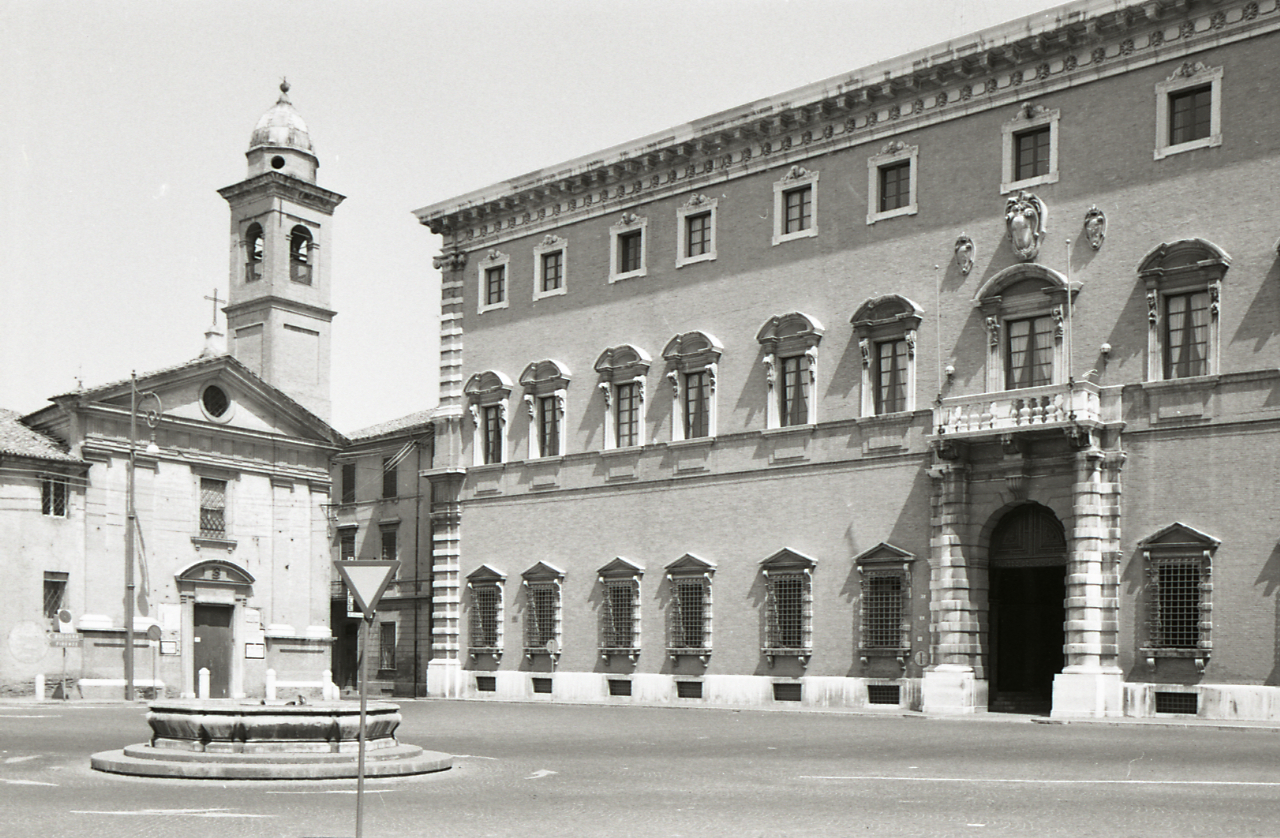
Chiesa e Monastero del Corpus Domini, foto di Paolo Monti, 1971. Fondo Paolo Monti, BEIC.

- Abbazia di San Mercuriale: basilica situata in piazza Aurelio Saffi, per via della sua posizione centrale e dell'alto campanile è considerata il simbolo della città.
- Cattedrale di Santa Croce: è il duomo di Forlì e sede del vescovo della diocesi di Forlì-Bertinoro.
- San Domenico: soppressa per volere di Napoleone nel 1797, la grande chiesa di San Giacomo Apostolo era il fulcro dei domenicani della città, che, già a partire dal Trecento, eressero un convento che, dopo secoli di abbandono, di recente è stato restaurato e ora accoglie mostre ed esposizioni di livello internazionale. È anche sede della Pinacoteca e dei Musei civici.
- Basilica di San Pellegrino Laziosi, o Chiesa dell'Ordine dei Servi di Maria: santuario celebre perché ospita le spoglie mortali di San Pellegrino Laziosi, santo patrono dei malati di tumore, di AIDS e di malattie incurabili in genere. È stata insignita del titolo di basilica minore da Paolo VI.
- Chiesa della Santissima Trinità
- Chiesa del Carmine: a metà strada di corso Mazzini, fulcro del Rione San Pietro, è nota per il bel portale in marmo (secolo XV), opera di Marino Cedrini. Di origine trecentesca, è stata completamente ristrutturata tra il 1735 e il 1746 su progetto di Giuseppe Merenda.
- Chiesa e Monastero del Corpus Domini
- Chiesa di San Biagio
- Chiesa di Sant'Antonio Abate in Ravaldino
- Chiesa di Sant'Antonio Vecchio
- Chiesa di Santa Lucia
- Chiesa di Santa Maria della Visitazione
- Chiesa di San Filippo Neri
- Chiesa del Miracolo o della Madonna del Fuoco
- Chiesa di San Michele Arcangelo
- Chiesa di San Salvatore in Vico
- Chiesina di San Giuseppe dei Falegnami
- Chiesa di San Sebastiano
- Chiesa di San Francesco Regis
- Chiesa dell'Addolorata
- Chiesa di San Giorgio in Trentola
- Chiesa francescana di Santa Maria del Fiore
- Chiesa di Santa Maria Assunta della Pianta
- Chiesa di San Giuseppe Artigiano
- Pieve di Santa Maria in Acquedotto
- Chiesa di Santa Maria del Voto
- Chiesa di San Giovanni Battista in Vico detta "dei Cappuccinini"

#### Chiese scomparse
Numerose sono le chiese, sia nel centro cittadino sia all'interno del suo comune, che sono scomparse nel corso dei secoli. La scomparsa di tali edifici religiosi ha molteplici motivazioni, le principali rintracciabili nelle devastazioni causate da guerre a seguito delle quali non è stata approntata alcuna riedificazione, nonché nella soppressione di ordini religiosi o nel riutilizzo degli edifici a uso diverso da quello religioso. Tra queste la chiesa di San Tommaso di Canterbury, scomparsa in tempi antichi, già nei pressi dell'attuale corso Garibaldi. La parrocchia del Duomo prende il nome di San Tommaso Cantauriense benché la cattedrale sia dedicata alla Santa Croce.

#### Cimiteri
- Cimitero monumentale di Forlì
- Cimitero degli Indiani
- Cimitero degli inglesi

### Architetture civili
- Casa Palmeggiani
- Case Maldenti
- Palazzo dell'ex collegio aeronautico
- Palazzo delle Poste
- Palazzo degli uffici statali
- Palazzo Hercolani
- Palazzo Paulucci de Calboli

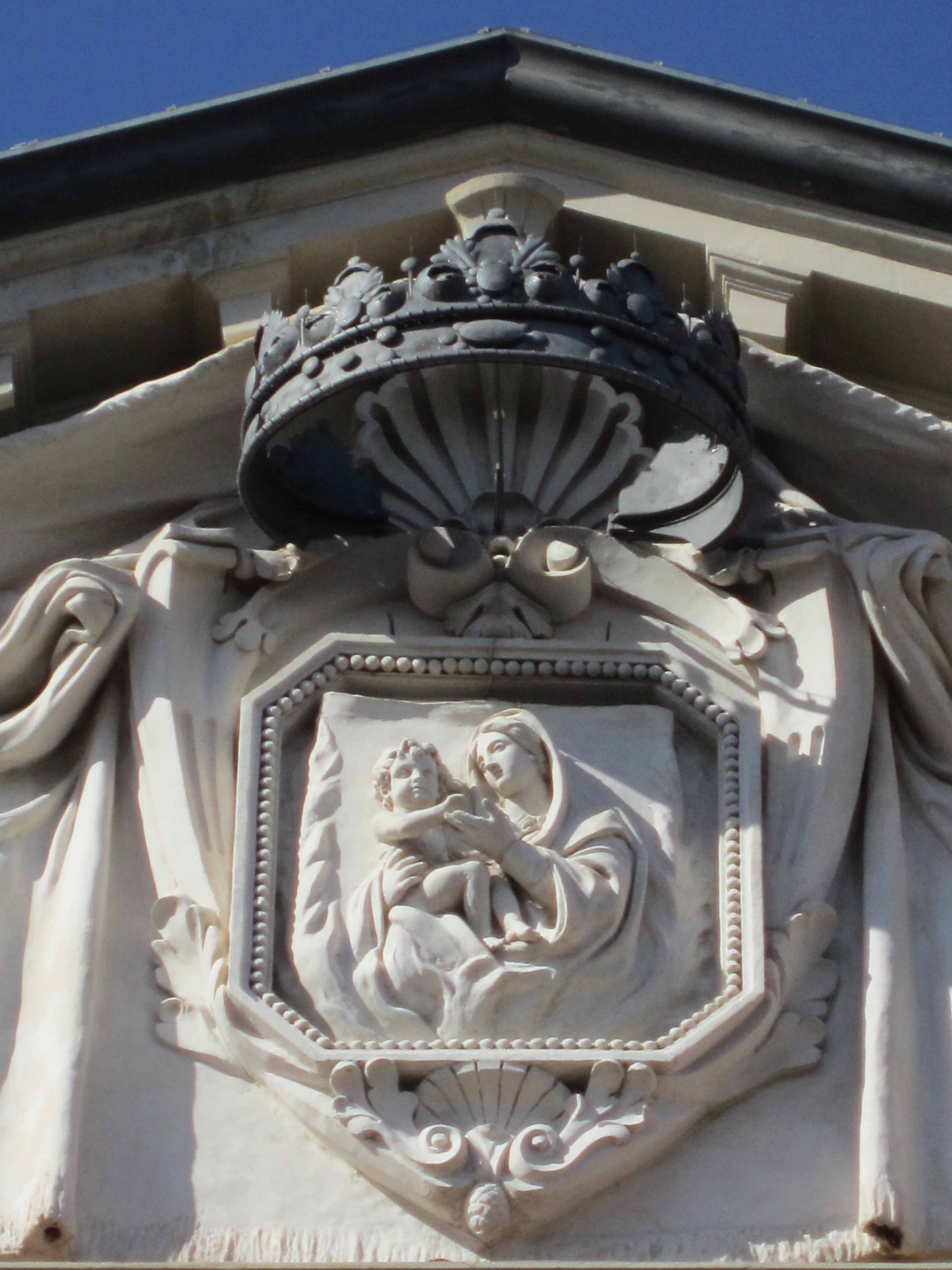
Forlì: particolare del Palazzo Paulucci de Calboli

- Palazzo Paulucci di Calboli dall'Aste
- Palazzo Piazza Paulucci
- Palazzo Sangiorgi
- Palazzo Merlini
- Palazzo Morattini
- Palazzo Sassi Masini
- Palazzo dei Signori della Missione
- Palazzo Benzi
- Palazzo Savorelli Prati
- Palazzo Monsignani

Nel Novecento, larga parte dell'architettura forlivese è stata segnata dagli interventi del fascismo. Per questo, la città partecipa, come capofila, al progetto europeo "ATRIUM", che ha "come obiettivo principale quello di indagare e gestire il patrimonio architettonico, archivistico ed immateriale dei regimi del ‘900, per la costruzione di un itinerario culturale transazionale, con l'obiettivo di ottenere il riconoscimento di "Rotta Culturale europea"".

### Architetture militari

#### Mura

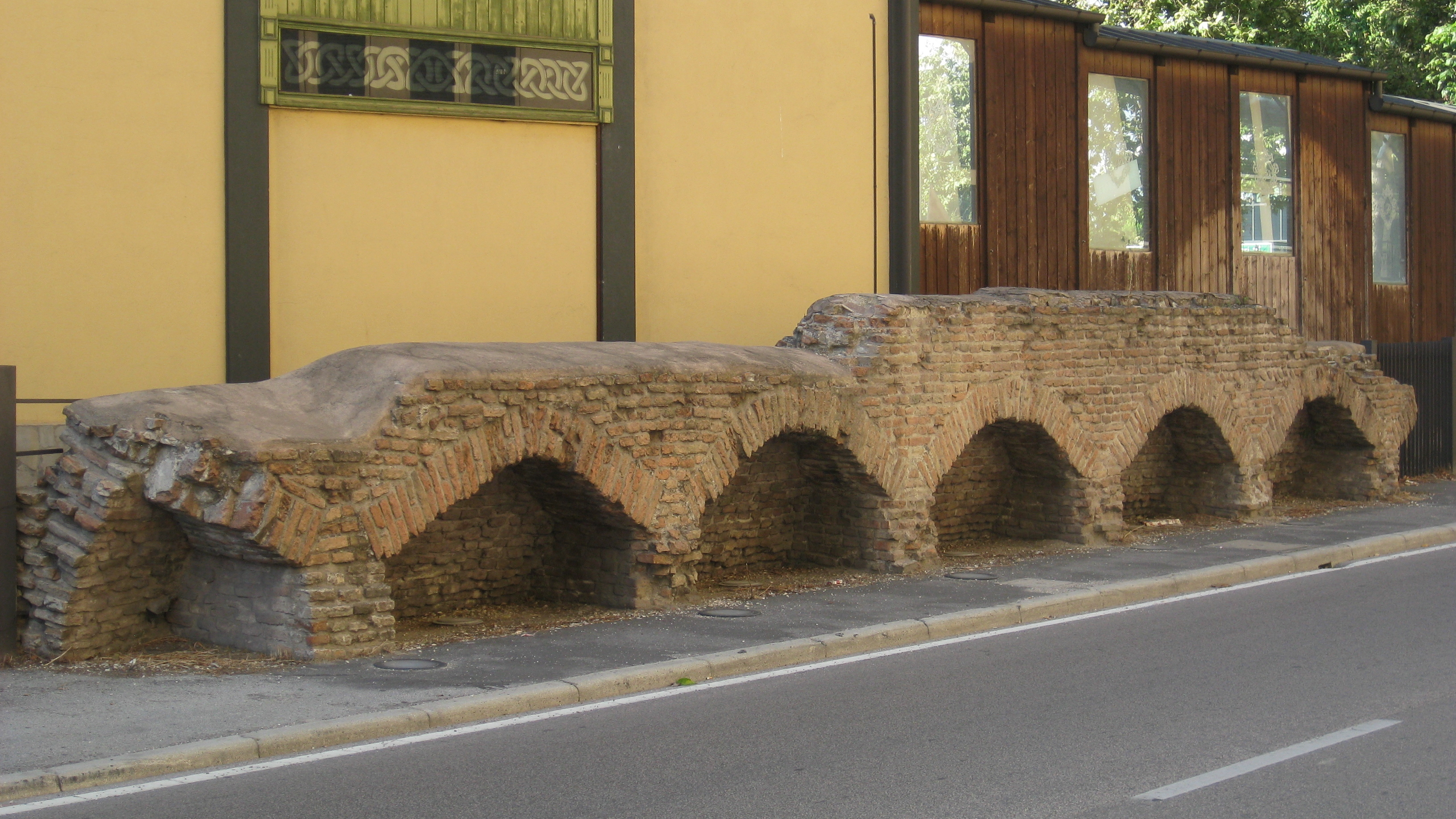
Resti della cinta muraria

Come in numerose altre città italiane, a Forlì le mura cittadine furono quasi totalmente rase al suolo all'inizio del Novecento per poter liberare nuovi spazi da dedicare all'edilizia e permettere lo sviluppo della città al di fuori dell'antico nucleo cittadino. La demolizione delle mura fu quasi totale, e solo alcuni tratti dell'antica cinta muraria tuttora sopravvivono. Lo spazio liberato ha fornito la superficie per l'edificazione di tratti stradali che oggi costituiscono i viali di circonvallazione.

#### Porte

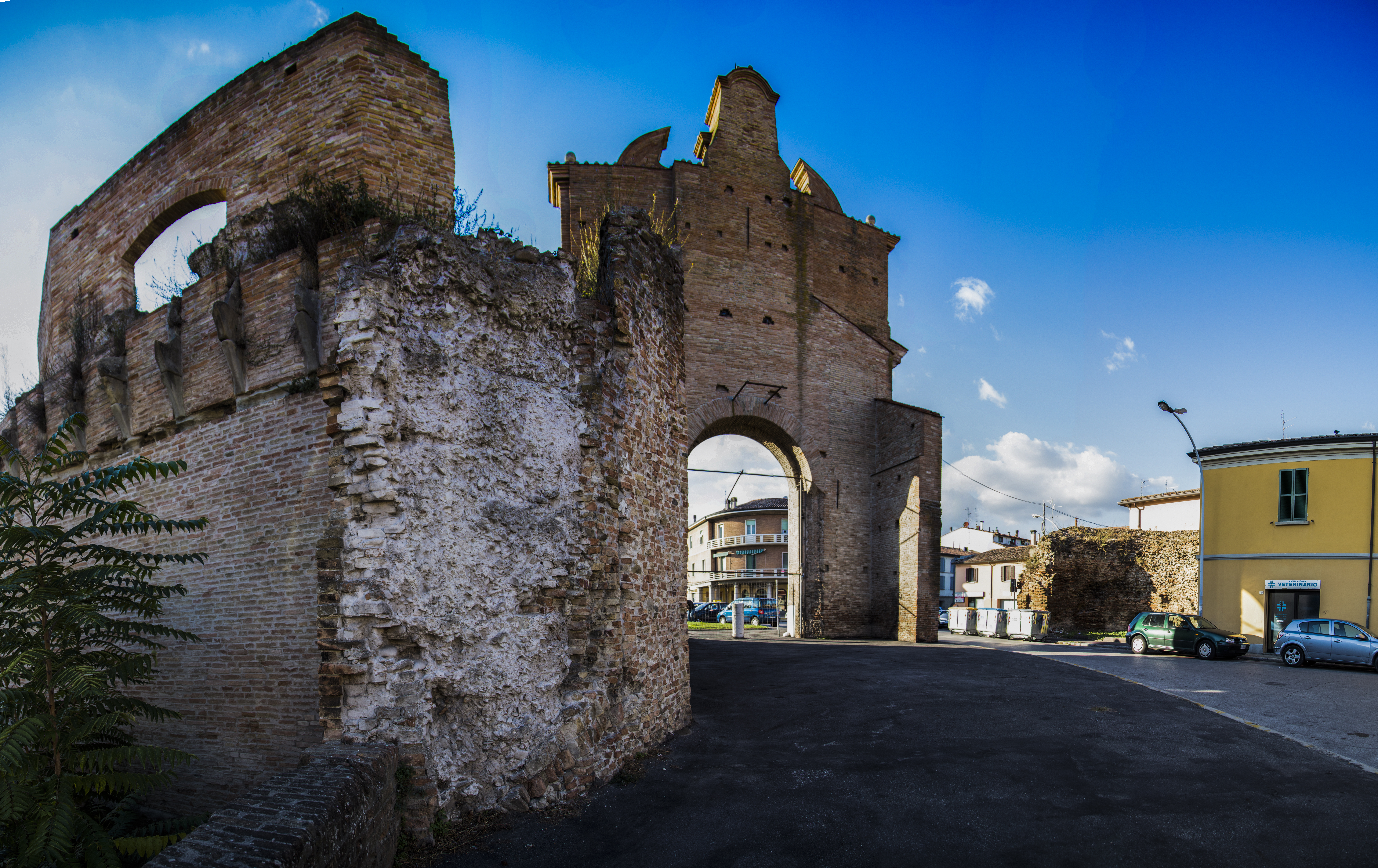
Porta Schiavonia, l'unica a essere sopravvissuta

Sebbene non ne sia rimasta traccia, è ovvio pensare che la Forlì dell'epoca romana fosse cinta da una cerchia difensiva e che fosse possibile accedere all'interno della città attraverso specifiche porte o quantomeno attraverso valichi sorvegliati. Non è possibile indagare sia l'evoluzione sia la struttura della primitiva cerchia difensiva, così come non è possibile identificare il sistema difensivo nell'Alto Medioevo, se non ipotizzare, tramite i toponimi locali sopravvissuti, il percorso delle mura e la localizzazione delle porte medievali. Per citare un esempio, la tradizione tramanda il nome di porta Merlonia, vivente nel nome della via che da essa prese il nome, probabile porta della cerchia muraria altomedievale. È comunque necessario precisare che, con il passare delle epoche e a seconda delle esigenze del momento, era abbastanza comune aprire nuove porte e chiuderne altre, a seconda delle necessità. Così facendo di molte porte si è perso il ricordo, di altre rimane il toponimo e solo delle più importanti e delle più fortunate permane il nome, la descrizione o la struttura.
Secondo la Descriptio Romandiolae del cardinale Anglico de Grimoard nella città di Forlì sunt quatuor porte magistre, que custodiuntur: Ravaldini, Cudignorum, San Petri, Clavanie... Ma nella toponomastica antica di Forlì si comprendevano i nomi di altre porte che Francesco Ordelaffi fece abbattere o rinforzare: Porta Merlonia, Porta San Biagio (poi chiamata Santa Chiara e chiusa nel 1356 da Francesco Ordelaffi) e Porta della Rotta, tutte queste facenti parte dell'antico circuito difensivo romano. In epoca alto-medievale, con l'ampliamento della cinta muraria, vennero aperte nuove porte. Vengono tramandati i nomi di Porta Liviense, Porta di Santa Croce e Porta San Mercuriale.
Le porte che si aprivano a occidente del ponte dei Morattini, in direzione Faenza, erano due: Porta Liviense (detta anche Valeriana), che sorgeva in fondo a via dei Battuti Verdi e attraverso la quale passava l'antica via Consolare, e Porta Schiavonia. La prima venne chiusa da Francesco Ordelaffi nel 1356 durante l'assedio dell'Albornoz e, in tale occasione, venne anche abbattuto il ponte che varcava il fiume Montone. Né la porta né il ponte furono mai più riaperti, così l'antico percorso della strada consolare fu dirottato in direzione di Porta Schiavonia.
Le porte più importanti, che hanno segnato la storia della città e sono legate alla cinta muraria eretta tra la metà del XV secolo e gli inizi del XVI sono quattro: Porta Schiavonia, Porta San Pietro, Porta Cotogni e Porta Ravaldino. Di queste, solo Porta Schiavonia è arrivata ai nostri giorni.
Porta San Pietro
Collocata sulla strada per Ravenna, sorgeva in fondo all'attuale corso Giuseppe Mazzini, un tempo chiamato Borgo San Pietro. Presentava una vera e propria rocca fortificata e in questa furono tenuti prigionieri Caterina Sforza e i suoi figli dai congiurati che avevano assassinato Girolamo Riario.
La porta si apriva su uno dei contrafforti delle mura e la rocca, posta al suo fianco, rafforzava la sorveglianza sulla porta. La rocchetta, di cui si ignora la data di costruzione, era il baluardo del lato settentrionale della città e già nel XIV secolo la porta si ergeva con il nome derivante dalla vicina chiesa di San Pietro in Scottis, oggi scomparsa. Nel 1360 la porta fu parzialmente demolita dall'arrivo dell'Albornoz, mentre rimaneva attiva la rocchetta che ospitò Caterina Sforza nel 1488 dopo l'uccisione di Riario ordita dalla famiglia Orselli. Ulteriormente atterrata poi nel 1741, rimase intatto solo il mastio della rocchetta. Si sa che nel 1764 la porta vera e propria era murata e l'ingresso avveniva direttamente attraverso un'apertura effettuata nella rocca che fungeva da porta civica. Nel 1862 gli ultimi avanzi della porta e la rocchetta furono demoliti per far posto alla nuova porta urbana, definita Barriera Mazzini, che l'ingegnere Callimaco Missirini, costruitala a spese del comune, disegnò in forme neoclassiche e che fu aperta al transito il 5 giugno 1864. Venne utilizzata come sala d'attesa per la tramvia che univa Ravenna a Meldola e, dal 1901, fu usata come ufficio postale. Questa porta fu completamente rasa al suolo nel primo bombardamento aereo subito dalla città nella seconda guerra mondiale il 19 maggio 1944 e non venne più ricostruita.
È importante notare come in tempi più antichi l'uscita in direzione di Ravenna avveniva tramite la Porta di Santa Chiara, di cui oggi rimane solo un piazzale a essa dedicato.
Porta Cotogni
La porta sorgeva su quella che era chiamata Strada petrosa - poi Borgo Cotogni, più recentemente Corso Vittorio Emanuele e attualmente Corso della Repubblica - ed era a sorveglianza della strada in direzione di Cesena. Fino ai primi anni del XX secolo ospitava la porta daziaria, per poi essere sostituita, durante il Ventennio, dagli edifici gemelli Bazzani e Benini.
Le cronache ricordano come spesso le parate e i solenni ingressi in città avvenivano per porta Cotogni; fra questi l'ingresso di Giulio II e dei Riario. Fino al 1825 presso la porta era collocato il busto del cardinale Stefano Augustini, ora collocato presso la pinacoteca.
La Barriera e gli annessi fabbricati vennero costruiti su disegno dell'architetto Giacomo Santarelli nel 1825, in seguito alla demolizione dell'antica Porta Cotogni, e assunse il nome di Barriera Vittorio Emanuele con funzione di porta daziaria.
Nel 1906, con l'avvio degli scavi per la costruzione degli impianti dell'acquedotto, vennero scoperti i resti e le fondamenta del torrione e delle aree vicine fortificate.
Porta Ravaldino
Era la porta che si apriva in direzione di San Martino in Strada e, da lì, verso Firenze. La porta si trovava alla fine dell'attuale corso Diaz, ma fino al Trecento la cinta muraria era più arretrata e quindi la porta si trovava circa a metà dell'attuale corso e si chiamava Porta Merlonia. Tra Ottocento e Novecento ebbe anche il nome di Barriera Aurelio Saffi.
Al termine di corso Diaz, sul lato sinistro, sorgeva una rocca, detta Rocca Vecchia, perché in seguito demolita con l'eccezione di un torrione che sopravvisse fino al Seicento. È probabile che fosse chiamato anche Ravaldino, da cui il nome della porta e della rocca, che tuttora esiste, e che si chiama Rocca di Ravaldino. Fonti diverse affermano che il nome deriverebbe dal castello che sorgeva nell'attuale frazione di Ravaldino in Monte, a circa 10 km dalla città.
Secondo la cronaca del Novacula la porta fu edificata nel 1494 per volere di Caterina Sforza che investì il consiglio degli anziani dell'esecuzione dell'opera. La costruzione della porta, con la tracciatura di un fosso che giungeva fino alla Torre dei quadri, si rese necessaria in occasione del campo posto dai francesi presso San Martino e in altre frazioni vicine.
La porta fu poi lasciata andare in disuso e, non più soggetta a manutenzione, cominciò a crollare. Nel terremoto del 1870 subì ulteriori danni e, diventata pericolante nonché pericolosa, se ne decise l'atterramento della parte centrale. Vennero lasciati in piedi i fabbricati necessari a mantenere attivi gli uffici daziari, sostituiti dalla nuova barriera, chiamata Barriera Saffi, edificata nel 1874 su disegno dell'ingegnere Gustavo Guerrini.
A cavallo poi degli anni trenta, fu demolita anche la barriera per sistemare il palazzo secondo le linee del piano regolatore che prevedevano un ampliamento della città oltre i confini della vecchia cinta.
Porta Schiavonia

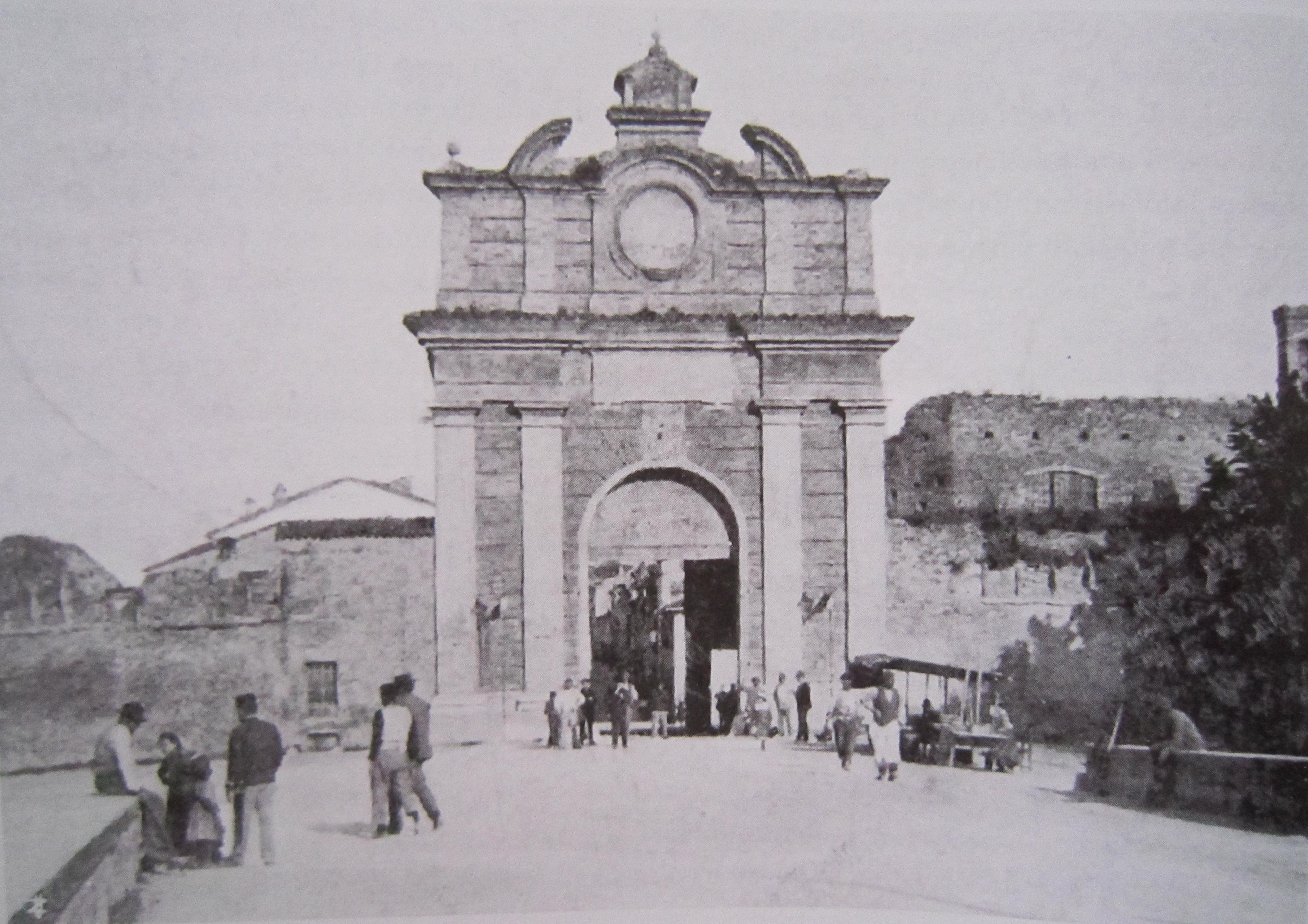
Porta Schiavonia prima del 1903. La fotografia risale a prima di quell'anno perché la città è ancora cinta dalle sue mura che furono abbattute nel 1903

Unica porta sopravvissuta al tempo sorvegliava la strada in direzione di Faenza. In passato era affiancata da torrioni che la proteggevano. È probabile che sorga sul luogo dove anche l'antica città romana apriva la propria strada in direzione di Faenza, anche se è stata più volte rimaneggiata e riedificata. L'attuale struttura risale al 1743 anche se nei primi del Novecento ne sono state abbattute alcune strutture come l'androne retrostante.

### Altro
Piazza Aurelio Saffi

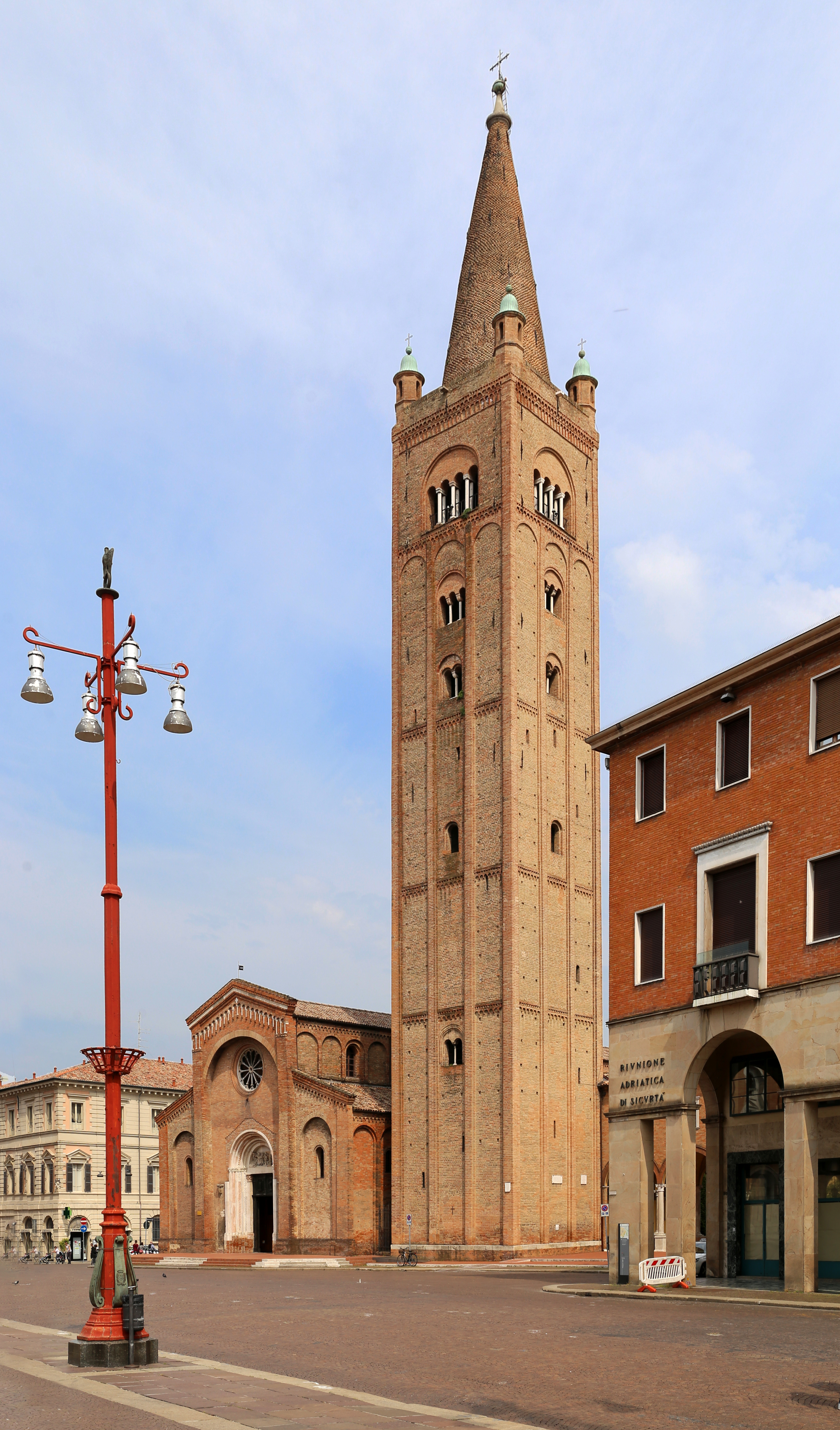
Abbazia di San Mercuriale

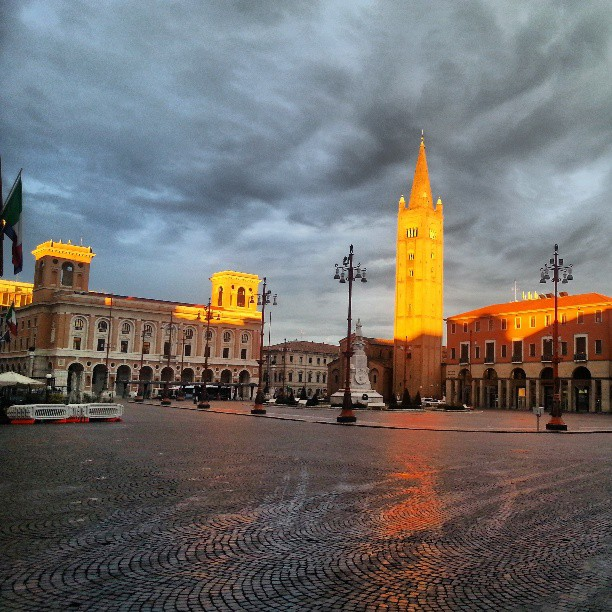
Forlì, Piazza Saffi

Ai tempi del forum romano, la piazza Aurelio Saffi era solo un largo spazio ai confini della centuriazione, lungo la via Emilia verso Rimini.
Diventa, come è tutt'oggi, luogo centrale della città nel Medioevo, con il nome di Campo dell'Abate (il riferimento è all'abbazia di San Mercuriale) e poi di piazza Maggiore.
Dopo l'unificazione d'Italia, viene dedicata a Vittorio Emanuele II e di seguito ad Aurelio Saffi, sostituendo la colonna della Madonna (spostata presso il duomo) con un monumento dedicato a Saffi. Al termine della seconda guerra mondiale, durante la permanenza delle truppe anglo-americane a Forlì (successiva alla liberazione della città dai nazi-fascisti), la piazza è ribattezzata St. Andrew's Square ("piazza di S. Andrea"). Con il ritorno alla normalità, i danni della guerra furono risanati e fu ripristinato il monumento a Saffi andato distrutto durante i bombardamenti.
Il risultato è una piazza che Antonio Paolucci ha definito "uno scenario metafisico alla Giorgio de Chirico".
Sulla piazza si affacciano:
- La romanica Chiesa di San Mercuriale, che costituisce, insieme con il suo altissimo campanile, il monumento simbolo della città
- Il Palazzo delle Poste
- Il Palazzo Comunale, dalle mura dense di storia e di arte
- Il Palazzo del Podestà
- Il Palazzo Albertini.

Via delle Torri
Si tratta della strada che collega piazza Saffi con piazza Ordelaffi e piazza del Duomo, costeggiando il lato settentrionale del Palazzo del Comune. Percorrerla verso oriente, concede una suggestiva vista sull'Abbazia di San Mercuriale, mentre, nell'altro senso, la via prospetta sulla Chiesa del Corpus Domini, con l'attiguo Monastero.
Presso il Palazzo della Prefettura, sullo stesso lato, la via si apre sulla piazza delle Erbe, con il suo mercato agricolo alimentare.
Piazza del Duomo e piazza Ordelaffi

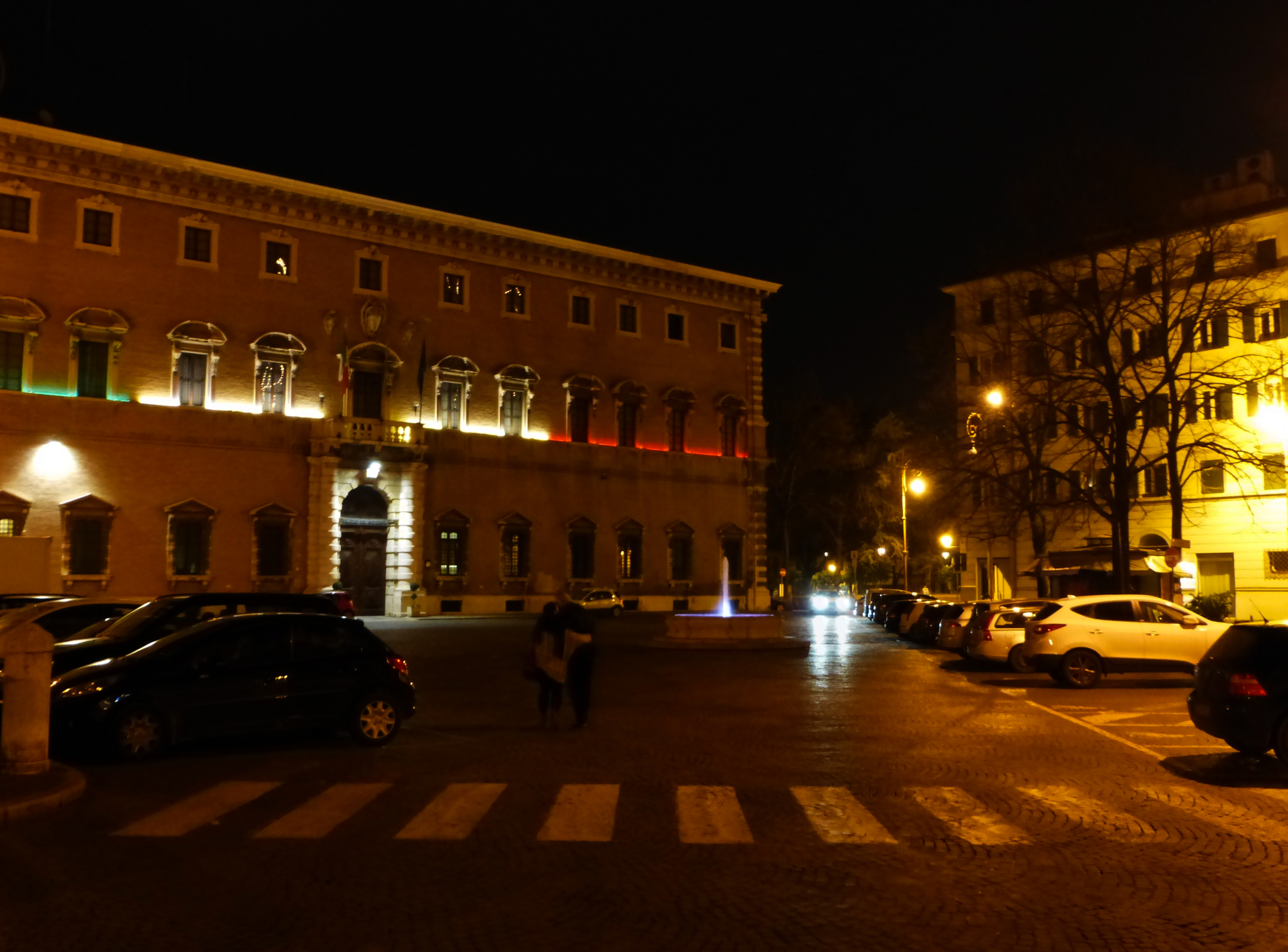
Piazza Ordelaffi, con l'illuminazione tricolore di palazzo Piazza Paulucci

- Piazza del Duomo/piazza Ordelaffi: i due spiazzi contigui sono sovrastati dalla fabbrica del Duomo, già chiesa di Santa Croce, la cattedrale cittadina.
- A nord di piazza Ordelaffi si trova l'imponente palazzo Piazza Paulucci o Paulucci-Piazza, dal nome delle due antiche famiglie nobiliari già sue proprietarie, ora sede della Prefettura: si tratta di un palazzo del XVII secolo costruito in modo da ricordare il Palazzo del Laterano e il Palazzo Farnese, a Roma.
- Al centro di piazza del Duomo si erge la colonna votiva della Madonna del Fuoco, protettrice della città; fu eretta originariamente in piazza Saffi, da dove fu spostata alla fine dell'Ottocento per lasciar posto al monumento commemorativo del patriota forlivese Aurelio Saffi.
- Il 1º maggio 2007, una parte di piazza del Duomo ha preso il nome di piazza Giovanni Paolo II, in ricordo della visita che il Papa fece a Forlì l'8 maggio 1986.

Corso della Repubblica

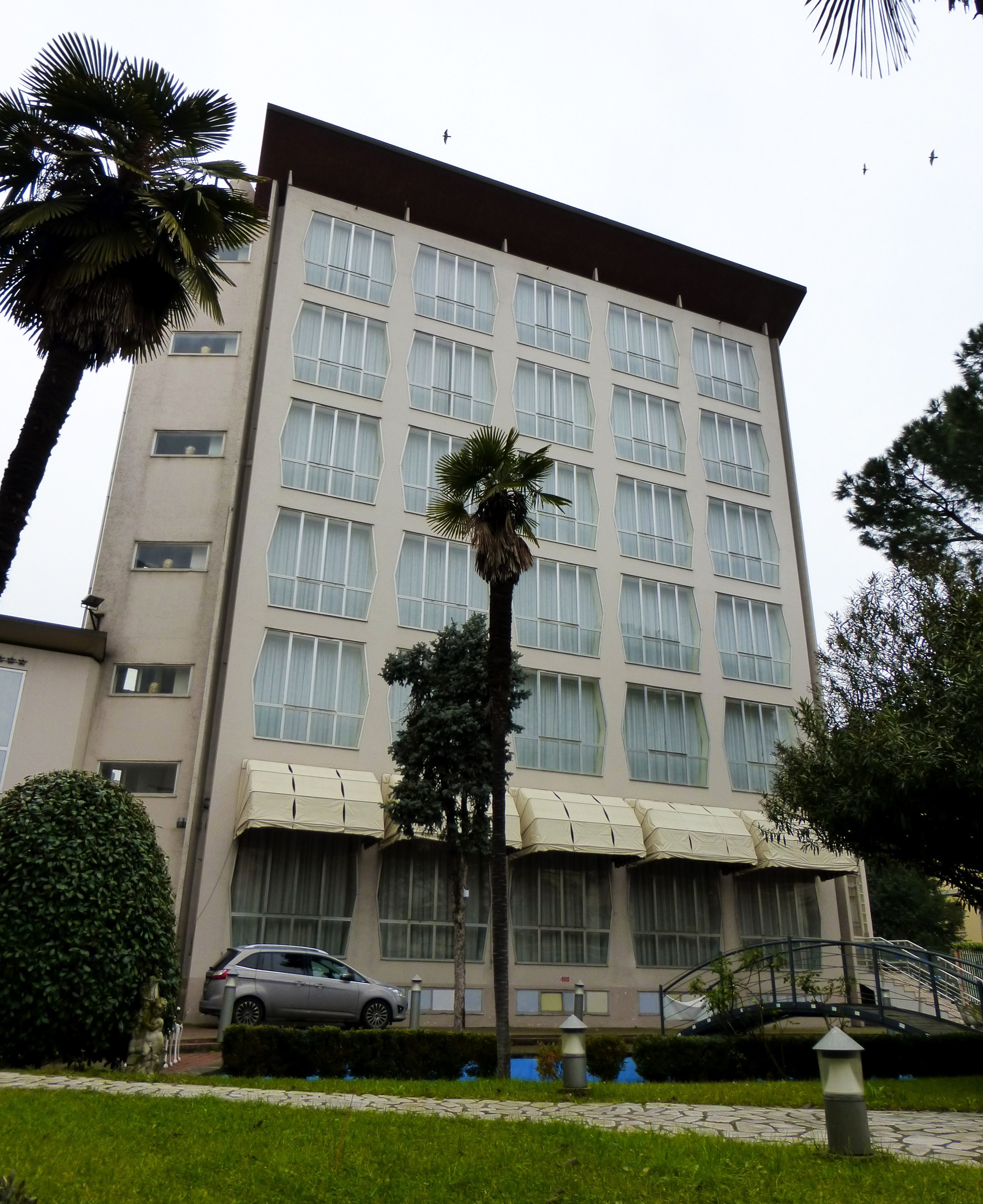
L'Hotel della Città et de la Ville, di Gio Ponti

Corso della Repubblica, forse la principale strada moderna della città, costituisce il ramo della via Emilia verso est interno al centro storico. È la spina dorsale del rione chiamato tradizionalmente "Borgo Cotogni" per un antico insediamento dei Goti (da "Gotogni") che vi si erano stanziati nel V secolo. Appare come un lungo rettilineo di aspetto moderno, al termine del quale si scorge l'obelisco del monumento ai caduti di piazzale della Vittoria. Negli anni 1930 si chiamava corso Vittorio Emanuele.
- Proprio all'inizio del corso, quasi ancora in piazza Saffi, si nota la bella mole, di pianta ellittica, della Chiesa di Santa Maria della Visitazione, meglio conosciuta come Chiesa del Suffragio.
- Vi sorge anche, poco più avanti sul lato opposto, la barocca chiesa di Santa Lucia, protettrice della vista e festeggiata il 13 dicembre.
- Vi si affacciano anche la biblioteca comunale (con la raccolta storica Piancastelli)[66] e la sede dei principali musei comunali, compresa la pinacoteca nell'imponente palazzo Merenda, già sede dell'antico ospedale cittadino. Sempre nel palazzo del Merenda nelle sale dell'armeria Albicini sono visibili affreschi (1924) del pittore forlivese Francesco Olivucci (1899-1984).
- In Corso della Repubblica si trova anche la prestigiosa Scuola superiore di lingue moderne per interpreti e traduttori, facoltà dell'Università di Bologna.
- Forse l'unico complesso realizzato a Forlì nel dopoguerra da un maestro internazionale dell'architettura è L'Hotel della Città et de la Ville con il Centro Studi Fondazione Livio e Maria Garzanti. È opera dell'architetto milanese Gio Ponti su incarico di Aldo Garzanti, il famoso editore. Progettato nel 1953 e terminato nel 1957 è, con i suoi spioventi invertiti, le finestre esagonali, gli spazi aperti e il respiro fra i corpi, un'icona degli anni cinquanta.

Corso Giuseppe Mazzini
Questo corso, via di porticati e negozi, congiunge piazza Saffi con la via Ravegnana (per Ravenna), verso nord, dove un tempo sorgeva la Porta di San Pietro. L'antica chiesa, ora scomparsa, di San Pietro in Scottis, rifugio per pellegrini scozzesi, dà nome al rione "San Pietro".
- Appena imboccato il Corso, provenendo da piazza Saffi, dopo il Palazzo degli uffici statali si trova, in una via a sinistra, la Torre Numai, ricordo di un'antica famiglia nobiliare.
- Importante è la Chiesa del Carmine, che ospita il convento dei carmelitani: l'ingresso presenta un pregevole fregio in marmo d'Istria, in origine abbellimento dell'entrata del Duomo.

Corso Giuseppe Garibaldi
Si tratta del corso più lungo, che da piazza Saffi arriva a Porta Schiavonia e costituisce la parte di via Emilia verso ovest, cioè verso Faenza e Bologna, attraversando la zona più antica della città, dove notevoli palazzi signorili si sono conservati fino a oggi. È la strada più antica della città, attorno alla quale Forlì ha cominciato a svilupparsi. Il nome "Schiavonia", ampliato tuttora all'intero rione (il vecchio "Borgo Schiavonia"), deriva dal ricordo degli schiavi forlivesi deportati in Spagna dal barbaro Alarico e liberati dal vescovo Mercuriale. Per magnificare l'epopea risorgimentale, su proposta dell'onorevole forlivese Tito Pasqui, il corso fu poi dedicato a Giuseppe Garibaldi.
Corso Armando Diaz

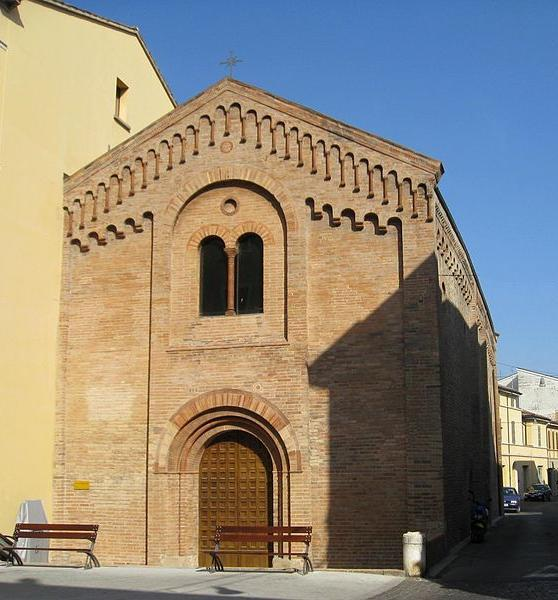
Forlì: chiesa di Sant'Antonio Vecchio

Questo corso porta da piazza Saffi al piazzale di Porta Ravaldino (porta non più esistente), e al viale dell'Appennino che, verso sud, collega la città a Predappio e Castrocaro Terme, dirigendosi poi a Firenze. È l'asse portante del rione "Ravaldino", nome di origine incerta, ma noto fin dal Medioevo. Esiste, nelle prime colline forlivesi, anche una località chiamata "Ravaldino in Monte".
- Vicino al centro sorge il palazzo Orsi Mangelli
- Sempre all'inizio del Corso, si trova il Teatro Comunale intitolato al drammaturgo forlivese Diego Fabbri.
- Più avanti, si trova la Chiesa di Sant'Antonio Vecchio (secolo X), oggi Sacrario dei Caduti.
- Interessante è anche la Chiesa di Sant'Antonio Abate in Ravaldino, degli inizi del XVIII secolo, che ospita, tra altri bei dipinti e statue lignee, una Visitazione di Marco Palmezzano; si segnala anche un organo di Alessio Verati.
- Il tratto finale affianca la possente Rocca di Ravaldino, cittadella centrale nel sistema difensivo delle mura medievali già ai tempi degli Ordelaffi e centro di governo, in particolare sotto Caterina Sforza: la Rocca fu il principale teatro dello scontro con le truppe francesi e pontificie di Cesare Borgia. Ne L'Arte della Guerra, Machiavelli descrive la Rocca così: "Era tutta quella fortezza piena di luoghi da ritirarsi dall'uno nell'altro, perché vi era prima la cittadella, da quella alla rocca era uno fosso, in modo che vi si passava per uno ponte levatoio; la rocca era partita in tre parti, e ogni parte era divisa con fossi e con acque dall'altra, e con ponti da quello luogo a quell'altro si passava".
- In questa via abitava il senatore Roberto Ruffilli dove nella sua casa venne ucciso dalle Brigate Rosse.

Piazzale della Vittoria

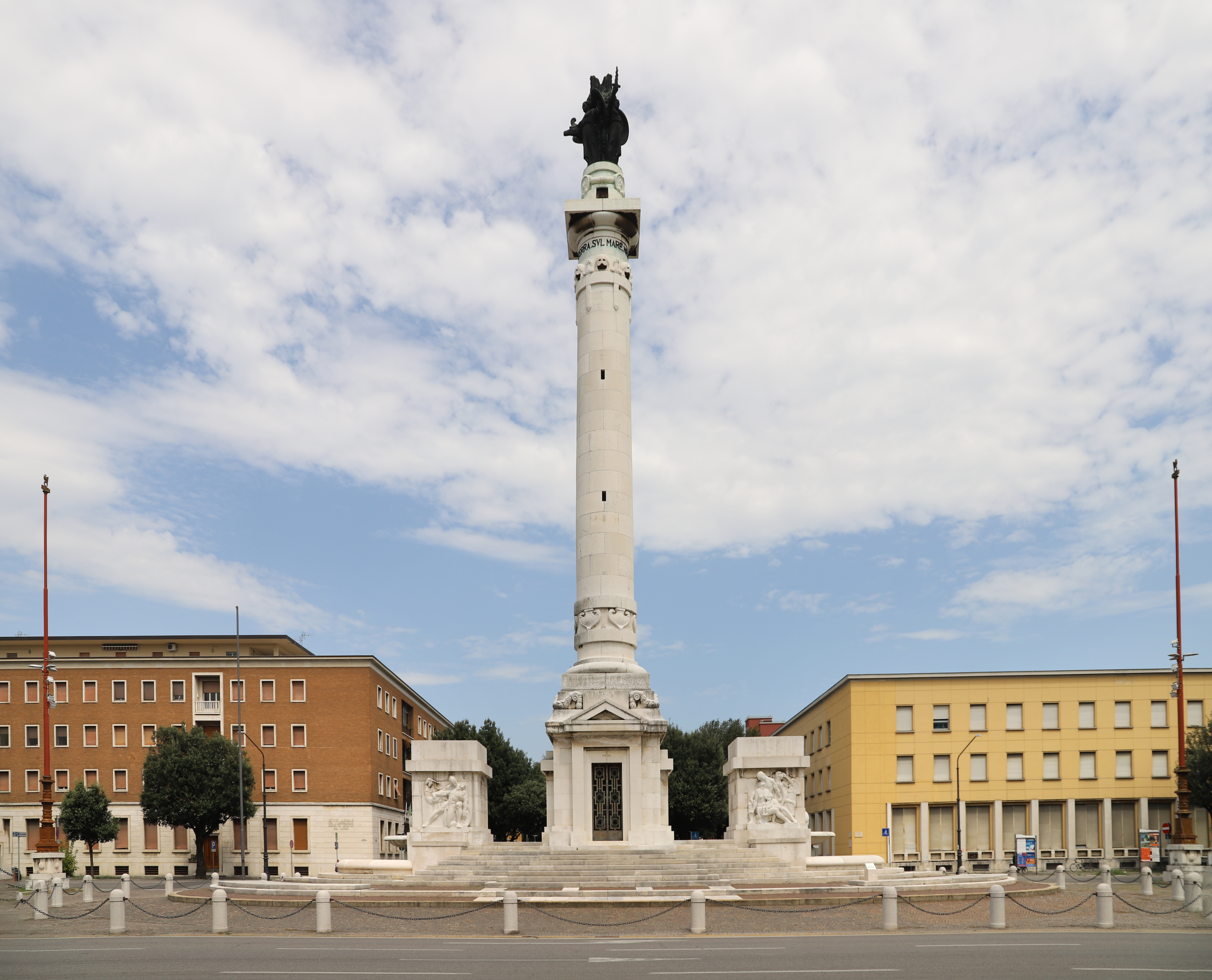
Il monumento ai Caduti o alla Vittoria

Proseguendo per corso della Repubblica da piazza Aurelio Saffi si arriva al piazzale della Vittoria, che funge sia da grande rotatoria sia da svincolo tra corso della Repubblica, viale Roma, via Corridoni, viale Matteotti e viale della Libertà. Al centro emerge su un'alta colonna il monumento ai caduti, costruito nel 1932. Sul piazzale si affaccia il palazzo dell'ex collegio aeronautico, in stile razionalista, ora adibito a scuole. Ai due lati dell'imbocco di corso della Repubblica vi sono le Palazzine gemelle, costruite nel 1933. Vi si affaccia anche la facoltà di economia dell'Università di Bologna e l'istituto nazionale per l'assicurazione contro gli infortuni sul lavoro. Dal piazzale inoltre, si accede all'ingresso monumentale del parco della Resistenza.
Viale della Libertà
Proseguendo dal piazzale della Vittoria verso la stazione ferroviaria si attraversa il viale della Libertà. Con una larghezza di quaranta metri e l'orientamento perpendicolare alla Via Emilia, presenta una nutrita rappresentanza di edifici che costituiscono importanti esempi dei vari stili architettonici del ventennio.
Palazzi di interesse architettonico ubicati sul viale:
- Case economiche per i postelegrafonici
- Case economiche dei ferrovieri
- Villino Boni
- Scuola primaria Edmondo De Amicis
- Sede dell'Istituto tecnico industriale
- Ex Casa del Balilla
- Palazzo dell'ex collegio aeronautico

### Aree naturali
Prima dell'abbattimento della cinta muraria una consistente area a ridosso delle mura formava un anello, interno le mura stesse, quasi completo a 360°, di verde pubblico destinato alla coltivazione. Questi orti, presenti nel Medioevo, dovevano fornire l'area necessaria per essere coltivati e quindi produrre il sostentamento necessario in caso di eventuale assedio della città. Quest'area verde per la città si è sempre mantenuta fino all'inizio del Novecento quando, decidendo di ampliare città oltre le mura, cominciarono a essere edificate. Oggi di questi orti rimangono solo pochi tratti.
Il territorio comunale e cittadino è decisamente ricco di piccole aree verdi e di quattro grandi parchi pubblici:
- Parco di via Dragoni
- Parco della Resistenza
- Parco urbano Franco Agosto
- Parco Paul Harris

La città infatti è attrezzata di molte zone verdi e parchi che arrivano a un'estensione totale di 300 ettari.
Sul territorio comunale sono tuttora presenti molte vecchie piante di gelso, ultimi testimoni di un periodo in cui questo tipo di albero era molto diffuso. Le sue foglie fatte venivano raccolte utilizzate per nutrire i bachi, il cui allevamento era fiorente e alimentava la solida industria della seta.
Alcune strade cittadine e altre extraurbane sono poi caratterizzate ai lati da filari di alberi, come quelle della via lughese (la strada che conduce a Lugo) e la via cervese (la strada che conduce a Cervia), anche se da anni tale alberatura e messe in discussione per motivi di sicurezza stradale.
In base alla legge regionale n. 2/1977 sono stati individuati anche alcuni alberi monumentali di pregio, tra cui una roverella di oltre duecento anni, tre pioppi neri di oltre 130 anni e un platano orientale di oltre 170 anni di età. Quest'ultimo è in realtà l'albero più noto, ammirato e conosciuto ed è ricordato come l'albero di Giosuè Carducci. Dagli alberi degni di nota possono essere ricordate anche due piante da frutto: un giuggiolo secolare e una pianta di albicocco di sessant'anni.
Vi sono poi tre relitti boschivi di notevole importanza naturalistica presente nel territorio comunale. Il più importante è la Selva di Ladino, di proprietà del Comune, e considerata la superstite della Selva Litana. L'integrità di tale bosco è comunque minata dalla strada provinciale (via del partigiano) che la taglia in 2. La Selva di Ladino è un'area boschiva di circa 5 ettari con reverenza di roverelle, il cui ultimo taglio risale al 1946, di altezza media di oltre 15 metri. La Selva di Ladino si fonda con la vegetazione spontanea del vicino fiume Montone, costituendo un sito naturalistico botanico di notevole importanza e riconosciuto come Sito di Importanza Comunitaria (S.I.C.)
Vi è un altro piccolo bosco che si trova nella frazione di Ravaldino in Monte più giovane di quello di Ladino.
Un terzo sito boschivo è un querceto che si trova a Farazzano, al confine con il territorio di Meldola che possiede cerri di circa 80 anni di età.
Un parco di notevole interesse naturalistico è l'oasi di protezione di Magliano, istituita nel 1984 dall'amministrazione provinciale per la salvaguardia dell'avifauna acquatica. Quest'area si estende per 680 ettari ed è compresa tra i comuni di Forlì, Forlimpopoli e Bertinoro.
Uno spazio verde poco conosciuto è quello che si trova sulle sponde del fiume Ronco e che viene chiamato Ronco lido. Ai primi dell'Ottocento i forlivesi, che non avevano in mare vicino, pensarono di utilizzare le sponde del fiume quale surrogato del mare. Vennero così costruiti sulla sponda del fiume un'area balneabile costituito da una piccola spiaggia, una strada i piccoli stabilimenti balneari.

## Società

### Evoluzione demografica
Abitanti censiti

La più antica fonte dalla quale sia possibile estrarre elementi di demografia locale è la Descriptio provinciæ Romandiolæ, un rapporto statistico redatto per volere del cardinale Anglico de Grimoard, legato pontificio della Provincia Romandiolæ. Il documento, datato 9 ottobre 1371, contiene una minuziosa descrizione topografica e amministrativa dei luoghi, dei tributi fissi e delle persone che avevano capacità contributiva. La Descriptio provinciæ Romandiolæ era soprattutto uno strumento per la riscossione delle tasse, ma indirettamente fornisce utili indizi circa la popolazione. Il documento censisce solo i fuochi, quindi i nuclei familiari (e non il numero delle persone) in grado di pagare un censo. I focularia presenti a Forlì erano 2 300, e questo la rendeva la città più popolosa della Romagna. Poiché vengono indicati solo i focolari e non il numero degli abitanti, è difficile stabilire un numero esatto della popolazione. Indicativamente 2 300 focolari dovevano corrispondere a una popolazione compresa tra i 10 000 e i 13 000 abitanti, a cui si dovevano aggiungere qualche centinaio di religiosi che, non essendo sottoposti a tassazione, non rientravano nel numero censito dalla Descriptio provinciæ Romandiolæ.
Ai fini erariali, furono condotti studi demografici anche nella Forlì pre-unitaria. Nel 1770 la città contava 10 632 abitanti, nel 1786 ne contava 11 619 più 13 380 nelle zone rurali.
Secondo l'almanacco del Dipartimento delle Rubicone del 1811, conservato nell'archivio di Stato, Forlì era la città più popolosa della Romagna con 12 955 abitanti (13 565 considerando il comune), seguita da Faenza con 12 512, Ravenna con 10 244, Cesena con 8 110 e Rimini con 8 082. La popolazione complessiva del dipartimento del Rubicone era di 271 091 abitanti.
Nel 1820 vengono contati 13 471 abitanti, nel 1828 vengono censiti 17 192 abitanti solamente nelle zone rurali mentre nel 1830 gli abitanti della città sono 13 390. Nel 1834 si registrano 17 417 abitanti nelle zone rurali nel 1840 vengono censiti 15 637 abitanti all'interno della città. Nel 1850, ultima rilevazione nella Forlì pre-unitaria, si registrano, all'interno della città, 15 902 abitanti.
La popolazione cittadina, dopo l'incremento più sostenuto degli ultimi decenni del Settecento, mostrava un tasso di crescita assai più contenuto a partire dai primi anni della restaurazione, in concomitanza con la crisi del 1816-1817. Il tasso di crescita così basso destò preoccupazione nella locale commissione del primo censimento dell'Italia unita nel 1861. La commissione infatti sottolineava come nel lungo periodo il tasso di incremento della popolazione appariva del tutto insoddisfacente, essendosi attestato, nel trentennio 1830-1860, a poco più dello 0,4%, con un saldo positivo di soli 4 335 individui in termini assoluti. I morti infatti erano stati 33 342 e le nascite erano 37 349
Nel censimento effettuato nel 1881 il numero degli abitanti del comune era di 40 934 suddivisi, secondo il luogo di dimora, in 16 016 in città, 2 023 nei sobborghi e 22 895 nelle campagne. Tenuto conto degli abitanti riuniti nelle frazioni rurali, la popolazione agglomerata era all'incirca di 19 000 persone.
Dall'ufficio di stato civile risulta che la popolazione del comune di Forlì all'ultimo dell'anno 1892 era di 44 285 persone. Tale ufficio tiene distinta la popolazione in urbana, cioè quella che vive all'interno della cinta muraria, e di rurale, vale a dire quella che si trova al di fuori delle mura cittadine. Tale divisione porta a 16 000 persone all'interno della città e 28 085 nelle aree rurali.
Il censimento del 1881 contava a Forlì 14 000 persone addette all'agricoltura, 5 600 industriali o molto più spesso artigiani, 600 commercianti, e 1 400 benestanti o inattivi, 1 400 impiegati, 1 000 militari, 370 impiegati governativi e comunali, 160 religiosi, 25 fra avvocati e notai, 85 addetti alle professioni sanitarie (medici, chirurghi, farmacisti veterinari e infermieri), 200 insegnanti, 46 fra ingegneri e architetti, 140 facchini, 225 mendicanti e 5 000 senza professione, la maggior parte erano donne addette alle cure domestiche e 3 000 che non si classificavano in alcuna di queste categorie. In questo censimento non venivano considerati bambini al di sotto degli 8 anni.
Il censimento del 1901 fu il primo, nell'Italia unita, a suddividere la popolazione del comune secondo l'area di residenza; in totale vi erano 43 325 abitanti di cui 15 465 residenti in città e 27 860 nelle campagne. La popolazione perciò era prevalentemente ubicata nelle campagne e, confrontando i dati con i censimenti successivi, si denota un progressivo abbandono delle campagne a favore della città.
Dopo il 1860, a seguito di una lenta ma progressiva meccanizzazione delle campagne e la nascita delle prime fabbriche, un numero sempre maggiore di braccianti si orientò verso la città che quindi cominciò a crescere di abitanti. L'amministrazione comunale nel 1862 avvia uno studio per classificare la popolazione dividendola per età. Nella città i maschi da zero a 15 anni sono 2 013, le femmine 2 031. Fra i 15 e i 30 anni i maschi sono 3 652 e le femmine 2 178. Tra i 30 e di sessant'anni i maschi sono 2 940 e le femmine 3 156 mentre tra i 60 e i 93 anni i maschi sono 799 e le femmine 954. In linea generale perciò la popolazione del comune era composta in grande maggioranza da bambini (circa il 30%) e da adulti, mentre gli anziani erano circa il 7-8% del totale.

### Etnie e minoranze straniere
Al 31 dicembre 2023 gli stranieri residenti nel comune erano 15 298, ovvero il 13,07% della popolazione. Di seguito sono riportati i gruppi più consistenti:
- Romania 2 768
- Cina 2 140
- Albania 1 695
- Marocco 1 353
- Ucraina 834
- Burkina Faso 583
- Nigeria 528
- Bangladesh 478
- Tunisia 454
- Macedonia del Nord 444

### Lingue e dialetti
Forlì è legata alle sue radici culturali romagnole, e in particolare al suo dialetto. Assieme a Faenza condivide la fama di sede del dialetto romagnolo tipico della Romagna centro-occidentale, anche se fra i due centri vi sono significative differenze. Difatti in questo territorio perfino fra due frazioni separate da pochi chilometri di strada possono riscontrarsi differenze di termini e accenti. La lingua tende a perdere questa o quella peculiarità a mano a mano che ci si allontana dal nucleo centrale.

### Istituzioni, enti e associazioni
Istituti ospedalieri
- Ospedale Morgagni Pierantoni
- Ospedale Villa Serena
- Ospedale Villa Igea

Il primo ospedale cui si abbia memoria a Forlì, sorse tra l'XI e XII secolo ed era noto con il nome di casa di Dio. Per tutto il Medioevo gli ospedali, erano in prevalenza delle confraternite di carità o congregazioni di carità. Erano istituzioni a carattere laico e, essendo numerose, si distinguevano per il colore del saio, lo stesso dell'ordine che appartenevano. Queste pubblicazioni avevano degli ospizi e possedevano una loro piccola chiesa. Le più importanti congregazioni erano quelle dei battuti.
Caserme
Presso la Caserma "De Gennaro" ha sede il 66º Reggimento fanteria aeromobile "Trieste".

### Qualità della vita
La città è tra le più ecologiche d'Italia secondo il rapporto "Ecosistema Urbano" di Legambiente, consolidando da diversi anni il suo posizionamento in classifica nella top 10 nazionale e al primo posto in Romagna. Ha inoltre ottenuto riconoscimenti tra le migliori città italiane per la diffusione degli orti urbani (ISTAT) e per la gestione del verde pubblico (ISPRA).

## Cultura

### Archivi e biblioteche
Archivio di Stato - Forlì
L’Archivio di Stato di Forlì-Cesena è articolato nella sede centrale di Forlì e nella sezione distaccata di Cesena. I fondi archivistici presenti nella sede forlivese riflettono le vicende e le istituzioni della realtà cittadina, iniziando dal momento storico in cui Forlì si trovava sotto la signoria di Caterina Sforza, negli anni tra il 1488 e il 1499, fino alla nascita del Regno d’Italia.
Biblioteca Comunale "Aurelio Saffi"
La biblioteca comunale cittadina ha sede presso il Palazzo Merenda. Dal 2025 trasferisce le sezioni Moderna e Ragazzi a Palazzo Romagnoli, mentre resta attivo il servizio di consultazione dei Fondi Antichi, Manoscritti e Piancastelli.
Biblioteca Centrale "Roberto Ruffilli"
Biblioteca del Campus universitario, a disposizione di studenti, ricercatori, docenti e cittadini.
Biblioteca Comunale per Ragazzi "Paul Percy Harris"
Fondata nel 1968 nella parte meriodionale del Parco della Resistenza, è l'unica biblioteca di Forlì ad essere ospitata in un edificio costruito appositamente a tale scopo, ed è il centro di catalogazione di tutte le biblioteche decentrate. L'intera collezione della biblioteca conta più di 5300 libri.

### Ricerca
Polo Tecnologico Aerospaziale
Il polo aeronautico, situato nelle vicinanze dell'aeroporto, include strutture e laboratori dedicati alla formazione, alla ricerca e alla sperimentazione legate al volo:
- Aeroporto di Forlì "Luigi Ridolfi"
- ITAer - Istituto Tecnico Aeronautico Statale “Francesco Baracca”
- Facoltà di Ingegneria dell’Università di Bologna, sede di Forlì
- Training Centre di ENAV Spa
- Scuole di volo (Professione Volare Srl; Aernova Srl; AirColumbia Forlì Srl)
- Enti di Promozione e coordinamento Imprese e Start Up (ISAerS; Dieseljet Srl)

Questo complesso di edifici costituisce uno degli impianti più tecnologici e avanzati nel campo dell'aeronautica in Italia.

### Scuole
Liceo Statale "Giovan Battista Morgagni"
Il Liceo "Giovan Battista Morgagni" è uno storico liceo della città di Forlì, risalente al Settecento.
L'istituto ha avuto diverse sedi. Fu fondato, nel 1764, da Vincenzo Cesarini-Mazzoni, che volle lasciare anche un legato per il suo funzionamento: morto il Cesarini-Mazzoni, il legato decorse dal 1777: l'istituto era noto all'epoca come Ginnasio "Cesarini-Mazzoni".
Fra i docenti illustri di questi primi anni, va citato il dott. Domenico Savorelli, medico e latinista di fama, nonché benefattore, morto il 17 dicembre 1783.
Nel 1797 il Comune acquisì la gestione della scuola, che trasferì, durante la Restaurazione, nel Palazzo dei Signori della Missione, acquistato nel 1815; il Palazzo divenne noto, in città, anche come Palazzo degli Studi. In questa sede, l'istituto assunse il nome di Giovanni Battista Morgagni e divenne un regio liceo, col passaggio alla proprietà dello Stato.
Nel 1925 il "Morgagni" fu trasferito dal Palazzo degli Studi alla nuova sede di corso Vittorio Emanuele, l'antico Borgo Cotogni, oggi corso della Repubblica. Si tratta dell'edificio detto "dell'Abbondanza", perché era stato deposito alimentare ai tempi del Governo Pontificio. Dopo essere diventato, con gli opportuni adattamenti, prima caserma e poi sede del Circolo Giuseppe Mazzini, l'edificio, allo scioglimento del Circolo, decretato dal fascismo in quanto associazione di stampo repubblicano, divenne proprietà del Comune, che ne fece la nuova sede del liceo. Dopo la seconda guerra mondiale, il Circolo Giuseppe Mazzini recuperò la sua sede, mentre il liceo si installava in un altro edificio d'importanza storica, il Palazzo dell'ex collegio aeronautico, in viale Roma.
Nel 1997 il "Morgagni" ha accorpato anche l'istituto magistrale Marzia degli Ordelaffi, che era nato invece nel 1848, accorpamento facilitato anche dal fatto che le due scuole sono ubicate in due ali dello stesso edificio.
Quattro sono pertanto gli indirizzi di studio oggi presenti nella scuola: liceo classico, liceo linguistico, liceo delle scienze umane e liceo delle scienze umane opzione economico-sociale.
Istituto Artistico e Musicale "Antonio Canova"
L'istituto artistico e musicale "A. Masini", denominato "liceo artistico e musicale" fino al 2011, venne istituito nel 1926 per iniziativa del Comune di Forlì. Nel 1932 fu emanato un Regio Decreto che sanciva la sua trasformazione in ente morale con il fine statuario di "istruire i giovani nelle varie discipline artistiche, di abilitarli all'esercizio della professione e di diffondere la cultura musicale", status e mission che sono stati confermati nel 1982 con apposito Decreto del Presidente della Repubblica.
Liceo Scientifico Statale "Fulcieri Paulucci di Calboli"
Il liceo scientifico statale Fulcieri Paulucci di Calboli fu istituito con regio decreto del 9 settembre 1923 e, inizialmente, trovò sede nei locali del Palazzo dei Signori della Missione, al tempo chiamato Palazzo degli Studi. La scuola fu sovvenzionata dalla cassa scolastica e da elargizioni del senatore Raniero Paulucci di Calboli, in memoria del figlio Fulcieri, per un totale di 10 000 lire. Nel 1972 l'istituto fu poi trasferito nell'attuale sede, nella periferia di città, formando il centro studi insieme all'istituto tecnico commerciale e all'istituto per geometri.
Istituto di Istruzione Superiore "Baracca"
Ha sede nei pressi dell'aeroporto e appartiene al polo formativo aeronautico. Comprende l'Istituto Tecnico Aeronautico Statale Trasporti e Logistica "Francesco Baracca" e l'IPSIA Vassallo di Galeata, sede distaccata dell’attuale IPSIA – Comandini di Cesena.

### Università
In città è presente il Campus di Forlì, che fa parte della struttura Multicampus creata dall'Università Alma Mater Studiorum di Bologna. Al suo interno sono stati attivati diversi corsi di laurea:
- economia e management
- lingue e letterature, traduzione e interpretazione
- scienze internazionali e diplomatiche
- medicina e chirurgia
- sociologia, scienze criminologiche
- ingegneria meccanica, aerospaziale, nautica
- scienze agro-alimentari

### Accademie
In città hanno storicamente operato diverse accademie:
- Accademia dei Filergiti
- Accademia dei Filodrammatici
- Accademia dei Filarmonici
- Accademia dei Filoginnastici
- Accademia Ecclesiastica
- Accademia dell'Onor Letterario
- Accademia degli Icneutici
- Accademia di Giove Cretense
- Accademia dei Mononomici
- Accademia dei Ponoterasti

### Musei
Le istituzioni museali della città di Forlì sono:
- Musei di San Domenico
- Pinacoteca civica
- Palazzo Romagnoli (ospita la Collezione Verzocchi)
- Palazzo del Merenda (ospita la Biblioteca Comunale "Aurelio Saffi", la Pinacoteca civica "Melozzo degli Ambrogi", il Museo Etnografico "Benedetto Pergoli", l'Armeria Albicini e l'Archivio Piancastelli)
- Museo archeologico Antonio Santarelli
- Museo etnografico romagnolo Benedetto Pergoli
- Museo del Risorgimento
- Museo romagnolo del teatro
- Museo storico Dante Foschi (via Piero Maroncelli, 3 presso la Casa del Mutilato)
- Casa museo Villa Saffi (via Firenze, 164 - frazione San Varano)[86]
- Museo ornitologico Ferrante Foschi (a Palazzo Numai, via Pedriali, 12)
- Museo della ginnastica Bruno Grandi, che avrà sede presso la Casa del Balilla dopo le ristrutturazioni iniziate nel 2009
- Museo Bandini Auto[87], che cura il registro storico delle auto da competizione ideate dall'ingegner Ilario Bandini
- Collezione Otello Buscherini[88]
- Museo "Amici del Treno"[89]
- Villa Carpena, nota anche come Villa Mussolini, oggi Villa Mussolini - Casa dei ricordi, situata a San Martino in Strada (via Crocetta, 24)
- Museo Ercole Baldini
- Armeria Albicini[90]

Nel 2024 viene avviato il progetto "SAN - spazi artistici nuovi" per riunire i principali spazi culturali cittadini in un unico contenitore informativo: il Museo San Domenico e i suoi Giardini, l'Ex Asilo Santarelli, l'oratorio di San Sebastiano e la chiesa di San Giacomo Apostolo.

### Media

#### Radio
- Radio Bruno Società Cooperativa
- Radio Centrale-Radio Diffusione Privata Cesena
- Radio Studio Delta

### Arte
Scuola forlivese

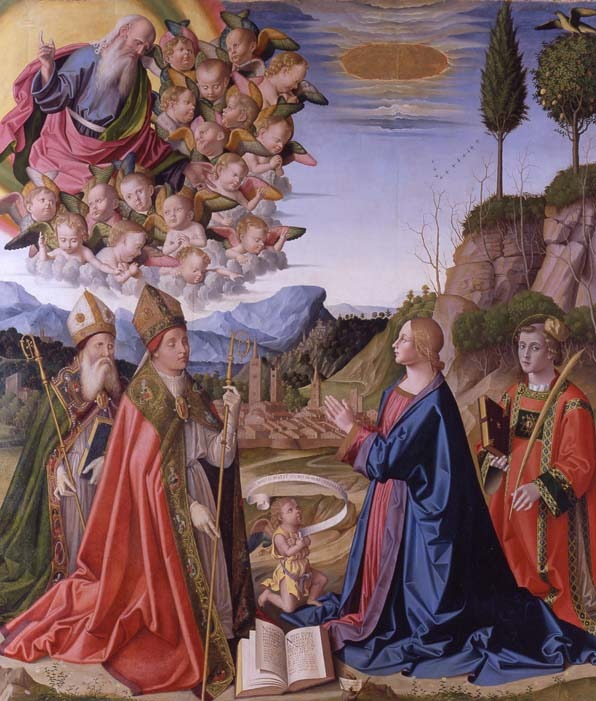
Immacolata col Padre Eterno in gloria e i santi Anselmo, Agostino e Stefano di Marco Palmezzano presso l'Abbazia di San Mercuriale

Nell'ambito delle arti figurative, con scuola forlivese si fa riferimento a un gruppo di artisti, principalmente pittori, che fu attivo in città alla fine del Medioevo fino al Manierismo. A Forlì, in particolare, lavorò la coppia Melozzo da Forlì-Marco Palmezzano che pose l'accento su complesse, e in parte inedite, forme di prospettiva per ambientare le scene sacre, come la visione "da sott'in su".
Cenacolo Artistico Forlivese
Il Cenacolo Artistico Forlivese fu un'associazione di artisti attiva a Forlì negli anni venti per iniziativa di Giovanni Marchini e di don Tommaso Nediani.

### Teatro
Compagnie teatrali e associazioni artistiche con sede a Forlì:
- Compagnia della Lanterna
- Teatro delle Forchette
- O.G.M. - Organismi Geneticamente Musicalizzati
- La Compagnia dell'Anello Centro Culturale Artistico
- Gruppo Teatrale Grandi Manovre
- Cambioscena
- QAOS Gruppo Teatrale
- Malocchi & Profumi
- Compagnia delle Ventirose
- Associazione Culturale "Il Sicomoro"
- Associazione Culturale Compagnia Bella
- Masque Teatro
- stabilemobile

### Cucina
Forlì fa riferimento alla cucina regionale romagnola, con alcune preparazioni locali distinte, quali per esempio la Piadina della Madonna del Fuoco, una torta lievitata a base di farina, zucchero, uova e burro aromatizzata con anice, preparata in occasione della festività dell'omonima patrona.

### Eventi
- Cara Forlì: la festa del Liscio[94]
- Sedicicorto International Film Festival
- Ibrida: Festival delle arti intermediali[95]
- Ipercorpo: Festival internazionale delle arti dal vivo[96]
- Crisalide: festival di teatro contemporaneo nato nel 1994
- Forlì Pride[97]
- Festival Caterina Sforza: incontri, musica e spettacoli alla rocca[98]
- EXTRAterrestre: rassegna di concerti, live set, proiezioni, incontri, laboratori e mostre fotografiche presso l'ex deposito delle corriere[99]
- Mercoledì in Corso: eventi in centro città nei mercoledì estivi[100]

## Geografia antropica

### Suddivisioni storiche
La tradizione storica di Forlì racconta di una ripartizione del centro che veniva identificata con quattro rioni, riferiti ai principali corsi:
- Borgo Schiavonia – associato al Corso Garibaldi.
- Borgo Ravaldino – legato al Corso Diaz.
- Borgo Cotogni – identificato con il Corso della Repubblica.
- Borgo San Pietro – collegato al Corso Mazzini.

Questa suddivisione, che nel tempo venne rappresentata anche tramite differenti colori sui parchimetri del centro storico, è il retaggio di una storica organizzazione urbana riconosciuta a partire dal quattrocento: documentazioni storiche testimoniano la precedente esistenza di una ventina di circoscrizioni, ovvero le Contrade, ognuna gestita da uno o due sindici contratarum, ufficiali eletti per sei mesi con il compito di mantenere l’ordine e riferire al podestà eventuali crimini o disordini.

### Suddivisioni amministrative

#### Quartieri
Con Deliberazione di Consiglio Comunale 62/2021 è stato approvato il Regolamento dei Quartieri, successivamente modificato con Deliberazione di Consiglio Comunale 15/2024. Il territorio comunale è suddiviso in 21 ambiti territoriali:
1. Centro Storico
2. Villafranca, San Martino in Villafranca
3. Roncadello, Branzolino, San Tomè, Barisano
4. Pieve Acquedotto, Durazzanino, Malmissole, Poggio, San Giorgio
5. Carpinello - Castellaccio - Rotta, Bagnolo, Durazzano - Borgo Sisa
6. Pievequinta - Casemurate - Caserma
7. La Selva - Forniolo, San Leonardo
8. Pianta - Ospedaletto - Coriano
9. Foro Boario - San Benedetto
10. Cava - Villanova
11. Romiti
12. Resistenza
13. Spazzoli - Campo di Marte - Benefattori
14. Musicisti - Grandi Italiani
15. Ronco
16. Bussecchio
17. Ca' Ossi
18. Villagrappa - Castiglione - Petrignone - Ciola, San Varano, Rovere
19. Vecchiazzano - Massa - Ladino
20. San Martino in Strada, San Lorenzo in Noceto, Grisignano - Collina
21. Magliano, Carpena - Ravaldino in Monte - Lardiano

#### Comitati territoriali
I Quartieri sono aggregati secondo criteri di contiguità territoriali e comuni esigenze in 8 aree territoriali cui fanno capo altrettanti Comitati Territoriali dei Quartieri:
1. Centro storico
2. Cava-Villanova; Romiti; Villagrappa - Castiglione - Petrignone - Ciola - San Varano - Rovere
3. Villafranca, San Martino in Villafranca, Roncadello, Branzolino, San Tomè, Barisano, Pieve Acquedotto, Durazzanino, Malmissole, Poggio, San Giorgio
4. Pianta - Ospedaletto - Coriano, Foro Boario, San Benedetto
5. Carpinello -  Castellaccio - Rotta, Bagnolo, Durazzano - Borgo Sisa
6. Spazzoli - Campo di Marte - Benefattori, Musicisti - Grandi Italiani, Ronco, Bussecchio
7. San Martino in Strada, San Lorenzo in Noceto, Grisignano - Collina, Magliano, Carpena, Ravaldino in Monte - Lardiano
8. Resistenza, Ca' ossi, Vecchiazzano - Massa - Ladino

### Frazioni
Bagnolo, Barisano, Borgo Sisa, Branzolino, Bussecchio, Ca' Ossi, Carpena, Carpinello, Casemurate, Caserma, Castiglione,Cava, Collina, Coriano, Durazzanino, Fornò, Forniolo, Grisignano, Ladino, Magliano, Malmissole, Massa, Ospedaletto, Pescaccia, Petrignone, Pieve Acquedotto, Pievequinta, Poggio, Ponte Vico, Quattro, Ravaldino in Monte, Romiti, Roncadello, Ronco, Rotta, Rovere, San Giorgio, San Lorenzo in Noceto, San Martino in Strada, San Martino in Villafranca, San Tomè, San Varano, Vecchiazzano, Villafranca, Villagrappa, Villanova, Villa Selva.

## Economia

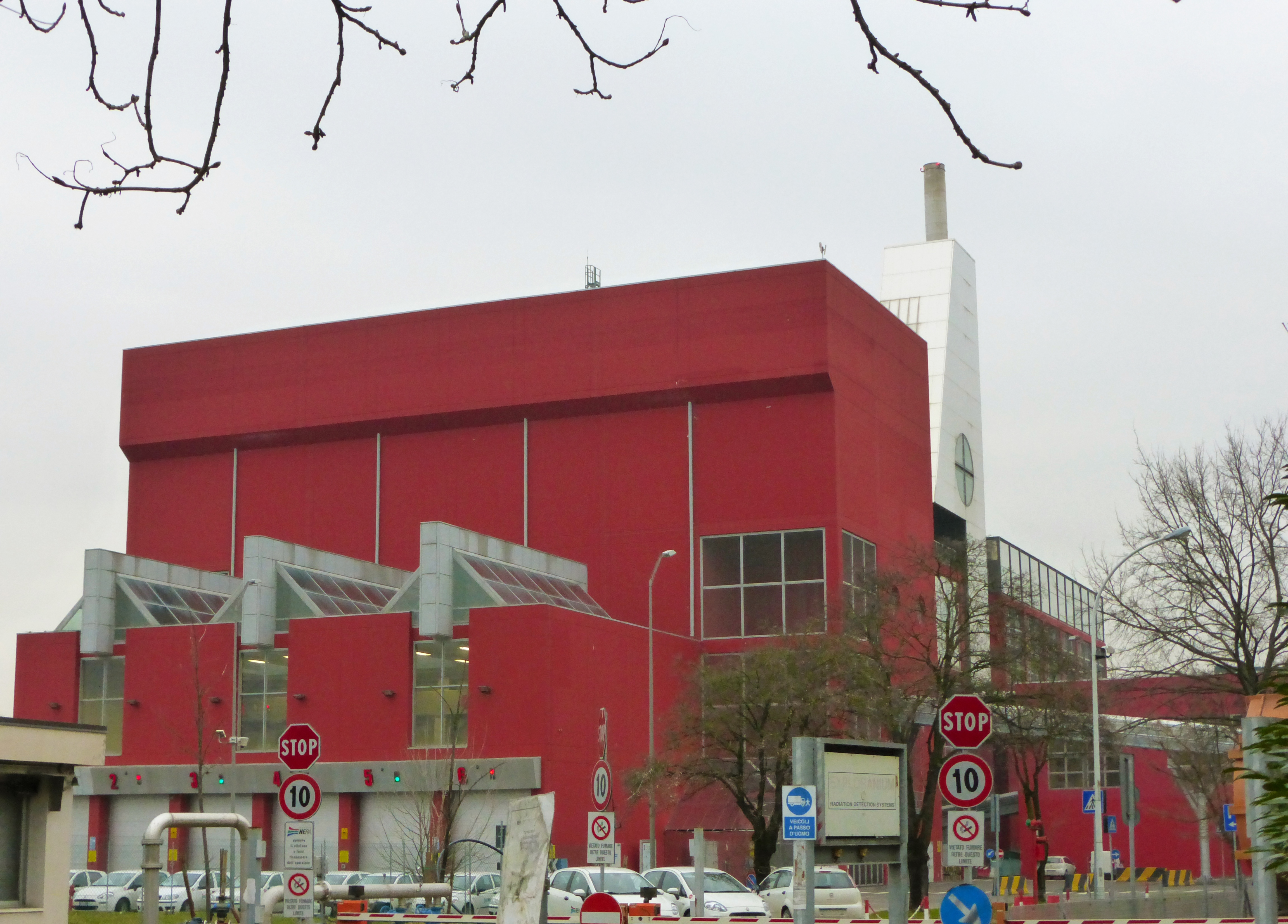
Il termovalorizzatore Hera, progettato dalla Gae Aulenti Architetti Associati

### Industria
A Forlì le industrie chiave interessano i settori metalmeccanico (produzione di carrozzerie per autoveicoli pesanti, macchine agricole, utensili e elettrodomestici), siderurgico, elettronico, nautico (costruzione di panfili), tessile e arredo (mobili imbottiti), abbigliamento, calzaturiero e alimentare (vinicolo e oleario).
Nella zona industriale di Coriano sono presenti due inceneritori, a poca distanza l'uno dall'altro, uno attivo dal 1976, l'altro entrato in funzione nel 1991. Al momento il primo gestisce rifiuti solidi urbani e assimilati, mentre il secondo è un termovalorizzatore che tratta rifiuti speciali sanitari.

### Artigianato
Per quanto riguarda l'artigianato, la città è rinomata soprattutto per la produzione di ceramiche e per i laboratori di oreficeria.

#### Botteghe e negozi storici
Nel 2008 il Comune di Forlì ha censito botteghe e negozi storici ritenuti di rilevanza regionale. Si tratta di:
- "Cicli Servadei", attività avviata nel 1949;
- "Coltelleria Compostella", con attività di arrotino condotta dalla famiglia Compostella prima in forma ambulante e poi (verso i primi anni venti del Novecento), con una bottega stabile;
- "Farmacia Ospedale"
- "Farmacia Mancini", sorta nei primi anni dell'Ottocento col nome di "Spezieria Croppi": gli arredi, opera dell'ebanisteria Cicognani, sono stati progettati nel 1930 dall'architetto Leonida Emilio Rosetti;
- "Salsamenteria Tomba", fondata nel 1906. Dopo essere stata sovvenzionata dal Comune nell'ultimo periodo, per scelta dei proprietari cessa la sua attività nel 2017.
- "Tumidei e Savorani", bottega e negozio di biancheria per la casa e di cordami, fondata nel 1821 (si tratta della "più antica attività commerciale esistente in tutta la Romagna")[110].

A queste attività va aggiunto lo storico mercato coperto di Piazza Cavour, costruito fra il 1837 e il 1840 col nome di "Foro annonario" su disegno dell'architetto Giacomo Santarelli, sotto il governo dei Legati pontifici Nicola Grimaldi e Alessandro Spada.

### Agricoltura
Il territorio è attivo nel settore primario con produzione e commercio di ortaggi, frutta, cereali, barbabietole, e nella zootecnia (suini, ovini e pollame).

## Infrastrutture e trasporti

### Strade
Forlì è collegata alla rete autostradale nazionale tramite l'omonimo casello della Autostrada A14 Bologna-Taranto. Altre strade importanti che toccano la città sono la Strada statale 9 Via Emilia che la collega con tutti i capoluoghi della Regione Emilia-Romagna, tranne Ravenna e Ferrara, più Lodi e Milano e la Strada statale 67 Tosco-Romagnola che la collega sia con le città toscane di Firenze e Pisa sia con la vicina Ravenna. È inoltre collegata alla Strada europea E45 grazie alla Strada statale 9 Via Emilia. La città è anche munita di una tangenziale, la Strada statale 727 Tangenziale di Forlì.

### Ferrovie

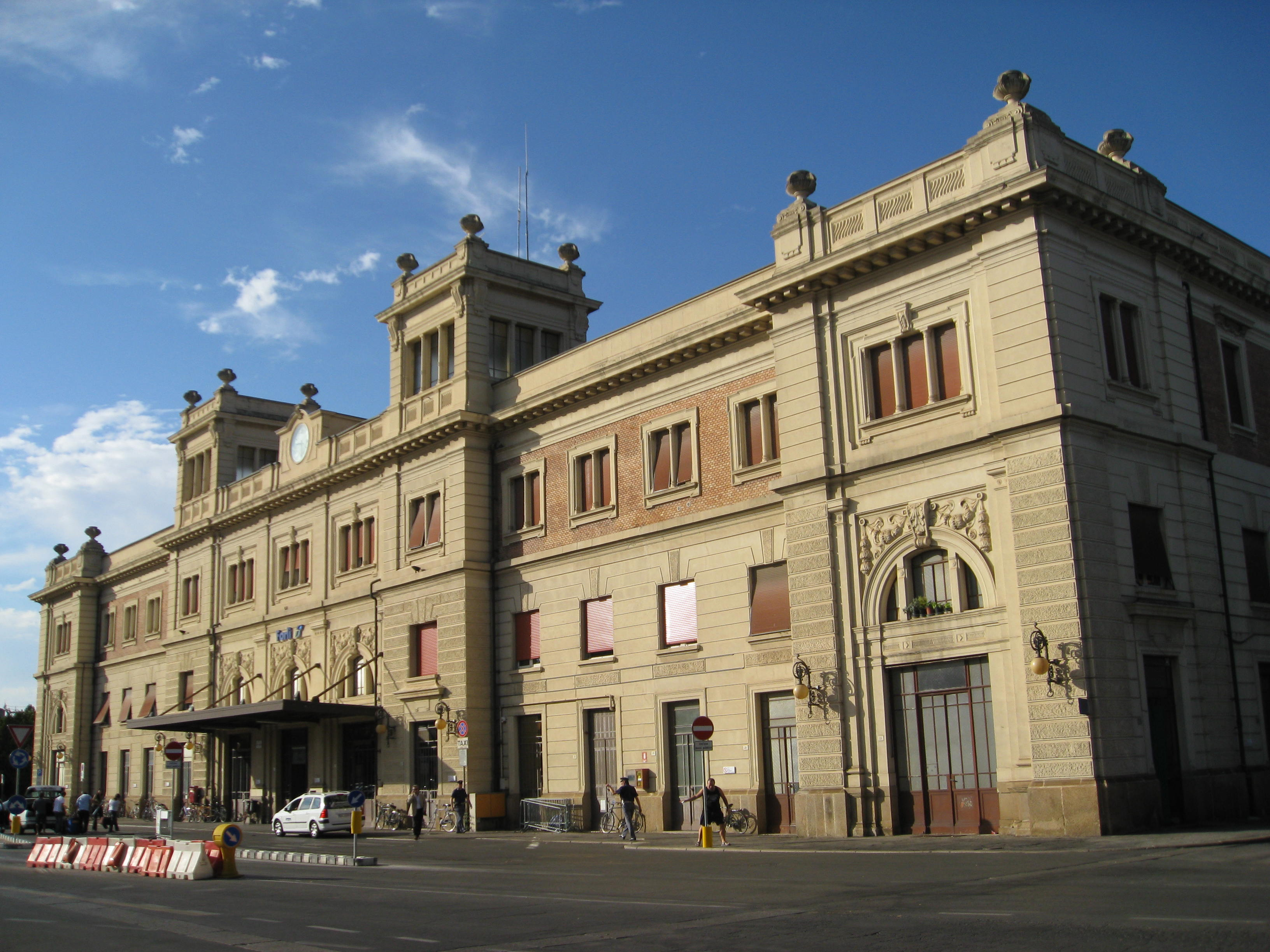
La stazione di Forlì

La stazione di Forlì è posta sulla ferrovia Bologna-Ancona ed è servita da treni regionali e a lunga percorrenza.
Tra il 1883 e il 1929, la città fu collegata al vicino capoluogo provinciale di Ravenna da una tranvia interurbana a vapore.

### Aeroporto
Forlì è dotata di un proprio aeroporto sito a circa 4 km dal centro cittadino, intitolato a Luigi Ridolfi.

### Mobilità urbana
La gestione dei servizi di trasporto locale è affidata a Start Romagna che gestisce tutte le linee sia urbane sia interurbane della provincia di Forlì-Cesena, della provincia di Ravenna e della provincia di Rimini. Questa società di gestione dei trasporti pubblici è stata creata dall'unione delle aziende provinciali di Ravenna (A.T.M.), Forlì-Cesena (A.V.M) e Rimini (TRAM servizi).
La rete ciclabile comunale è confluita nel progetto Bicipolitana, un sistema di percorsi ciclabili identificabili per colore e direzione attraverso le vie urbane e le principali direttrici extracittadine, attrezzati con punti di bike sharing e stazioni di ricarica per biciclette elettriche.
In passato Forlì ha avuto anche un effimero servizio tranviario, realizzato grazie a una breve diramazione urbana delle tranvie Forlì-Ravenna e Forlì-Meldola, che furono in esercizio fra il 1881 e il 1930. Questo si svolgeva fra piazzale della Vittoria e piazza Vittorio Emanuele II (attuale piazza Aurelio Saffi), lungo l'allora corso Vittorio Emanuele (poi corso della Repubblica).

## Amministrazione

Il municipio

La carica di sindaco di Forlì è stata creata nel 1860 con il Regno d'Italia. Poi, nel 1926, durante il periodo fascista, tale carica e lo stesso consiglio comunale vennero sostituiti dal podestà, che veniva scelto dal Partito Nazionale Fascista. I sindaci ripresero ad amministrare la città a partire dal 1946. Il sindaco in carica è Gian Luca Zattini.

### Gemellaggi
Lista delle città gemellate con Forlì:
- Bourges, dal 1989[115]
- Aveiro, dal 1990[116]
- Peterborough, dal 1991[117]
- Płock, dal 1993[118]
- Szolnok, dal 1998[119]
- Elektrėnai, dal 2004[120]
- Foggia, dal 2009[121]

## Sport
La città di Forlì è rappresentata in diverse discipline sportive e nel 2018 è stata insignita del titolo di Città Europea dello sport.

### Calcio
Il Forlì FC è la principale squadra calcistica della città, attualmente milita in serie C.

### Pallacanestro
La Pallacanestro Forlì 2.015 milita in serie A2, erede della Libertas Forlì che ha disputato dieci stagioni in Serie A1 e 15 in Serie A2.

### Pallavolo
La Volley Forlì è la storica squadra pallavolistica della città, ha disputato sei stagioni in Serie A1, attualmente partecipa al campionato di serie B.
La Bleuline Libertas Forlì è la squadra di pallavolo femminile della città. Attualmente milita nella serie B1 nazionale femminile.

### Rugby
La Rugby Forlì 1979 milita nel Campionato di Serie C1.

### Softball
La Softball Forlì milita nel massimo campionato italiano; campione d'Italia per sei volte (2002, 2006, 2008, 2017, 2021, 2023) e vincitore nel 2015 della Coppa delle coppe.

### Tennis
La città nel 2017 ha ospitato la Fed Cup all'interno del PalaGalassi. Dal 2020 hanno sede gli Internazionali di Tennis Città di Forlì che si svolgono al Circolo Tennis Villa Carpena e che fanno parte dell'ATP Challenger Tour.

### Impianti sportivi
- PalaGalassi - Unieuro Arena
- Palasport Comunale "Villa Romiti"
- Piscina comunale
- Campi da calcio e calcetto
  - Stadio Tullo Morgagni
  - Impianto Sportivo Comunale "Pievequinta"
  - Impianto Sportivo Comunale "Villanova"
  - Impianto Sportivo Comunale "Borgo Sisa"
  - Impianto Sportivo Comunale "Devis Zanfini"
  - Impianto Sportivo "Antistadio 2 - 3"
- Polisportivi comunali
  - Polisportivo Comunale "Alberto Giulianini"
  - Polisportivo Comunale "Albo Sansavini"
  - Polisportivo Comunale "Valdimiro Cimatti"
  - Polisportivo Comunale "Giorgio Casadei"
  - Polisportivo Comunale "Guido Monti"
  - Polisportivo Comunale "Nevio Treossi"
  - Polisportivo Comunale "Otello Buscherini"
- Campi da tennis
  - Impianto Sportivo "Tennis Campo di Marte" (Forum Tennis Forlì)
  - Impianto Sportivo Villa Carpena
  - Impianto Sportivo Comunale "Cise"
  - Impianto Sportivo Comunale "Marconi"
- Campi da Rugby
  - Impianto Sportivo Comunale "Villa Selva"
  - Campo da Rugby Comunale "T. Monti"
- Impianto Comunale di Atletica "Carlo Gotti"
- Ginnasio Sportivo Comunale "G. Ambrosini"
- Palestra Comunale di Ginnastica Artistica "Girolamo Mercuriali"
- Pattidromo scoperto "Bruno Patrignani"
- Pattidromo coperto e Pista Ciclopattinabile Comunali
- Impianto Sportivo Skate Park
- Velodromo Comunale "Glauco Servadei", l'unico impianto di ciclismo su pista esistente in Romagna[122][123]
- Bocciodromo Comunale Parco Incontro
- Complesso ex G.I.L.
- Pista moto Galliano Park

## Galleria d'immagini

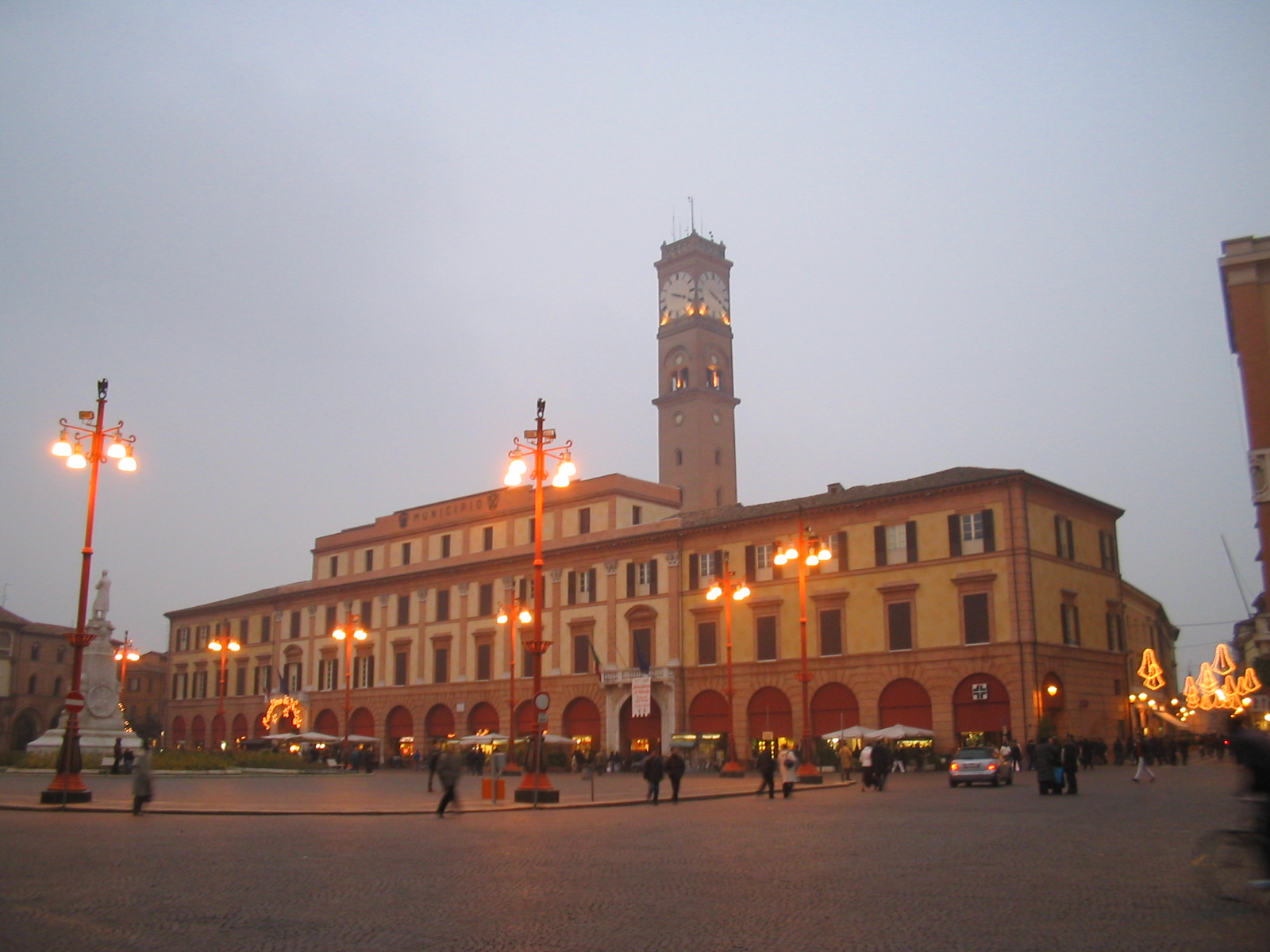
Piazza Aurelio Saffi: Il Palazzo Comunale
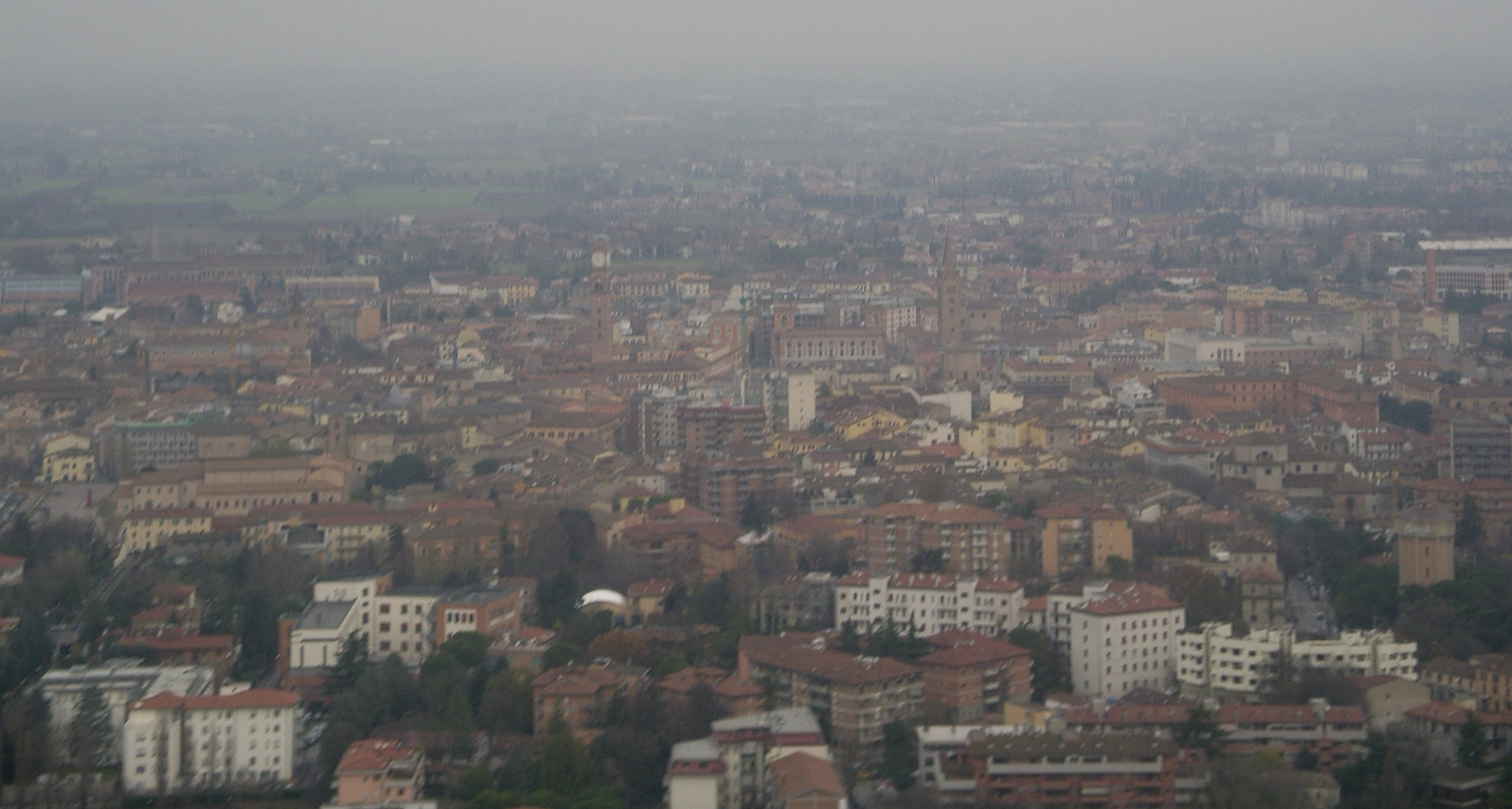
Vista di Forlì dall'aereo in inverno
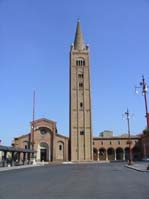
Abbazia di San Mercuriale
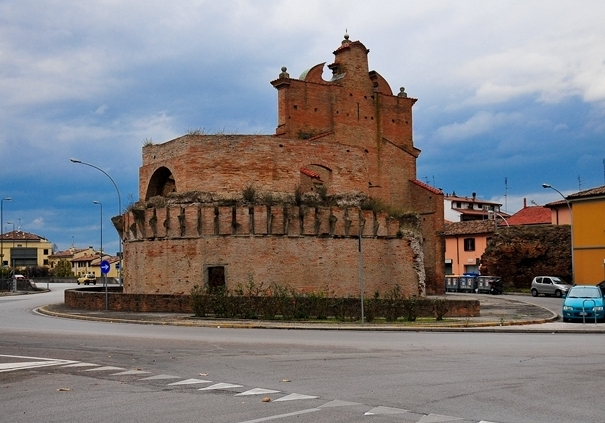
Porta Schiavonia